# Мир (орбитальная станция)
«Мир» — советская и российская пилотируемая научно-исследовательская орбитальная станция, находившаяся в околоземном космическом пространстве с 19 февраля 1986 года по 23 марта 2001 года.
Первая многомодульная орбитальная станция в истории. Спроектирована «НПО Энергия». Базовый блок был выведен на орбиту ракетой-носителем Протон.
Основой для модулей послужили станции серии «Салют», изготовленные Заводом имени Хруничева и космические корабли «ТКС».
В состав станции входили модули: «Базовый блок», «Квант-1», «Квант-2», «Кристалл», «Спектр», «Стыковочный модуль», «Природа».
Обслуживалась кораблями серий «Союз» и «Прогресс».
Провела 5511 суток на орбите Земли, из них 4594 дня была обитаема, совершив 86 331 оборот вокруг планеты.
За время существования станции на ней было проведено более 23 000 экспериментов, поставлены два рекорда продолжительности пребывания в космосе Валерием Поляковым и Шеннон Лусид. На станции побывали 104 космонавта и астронавта двенадцати государств в составе 28 экспедиций. В открытый космос вышли 29 космонавтов и 6 астронавтов.
Станция была обитаема с 13 марта 1986 года по 16 июня 2000 года.
Разрушилась при входе в атмосферу Земли, её обломки были затоплены на кладбище космических кораблей в акватории Тихого океана 23 марта 2001 года.
Отказ от эксплуатации станции и её ликвидация были обусловлены рядом причин: износ оборудования, недостаток финансовых средств и другими.
На станции был установлен душ, от него отказались, так как космонавтам было очень неудобно собирать воду.

## История

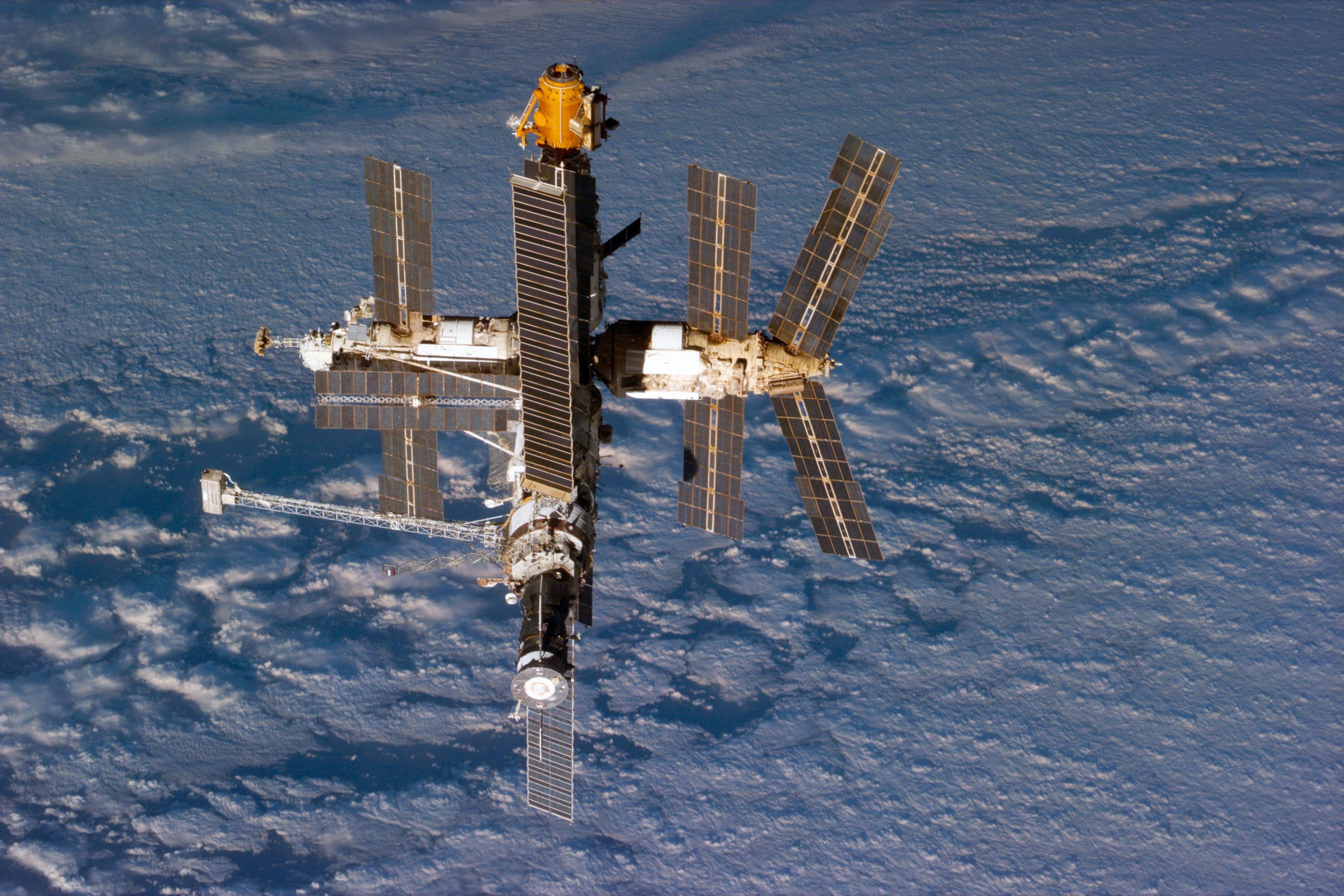
Фотография орбитальной станции «Мир» 24 сентября 1996 года

Проект станции стал намечаться в 1976 году, когда НПО «Энергия» выпустило Технические предложения по созданию усовершенствованных долговременных орбитальных станций. В августе 1978 года был выпущен эскизный проект новой станции. В феврале 1979 года развернулись работы по созданию станции нового поколения, начались работы над базовым блоком, бортовым и научным оборудованием. Но к началу 1984 года все ресурсы были брошены на программу «Буран», и работы над станцией оказались практически заморожены. Помогло вмешательство секретаря ЦК КПСС Григория Романова, поставившего задачу завершить работы по станции к XXVII съезду КПСС.

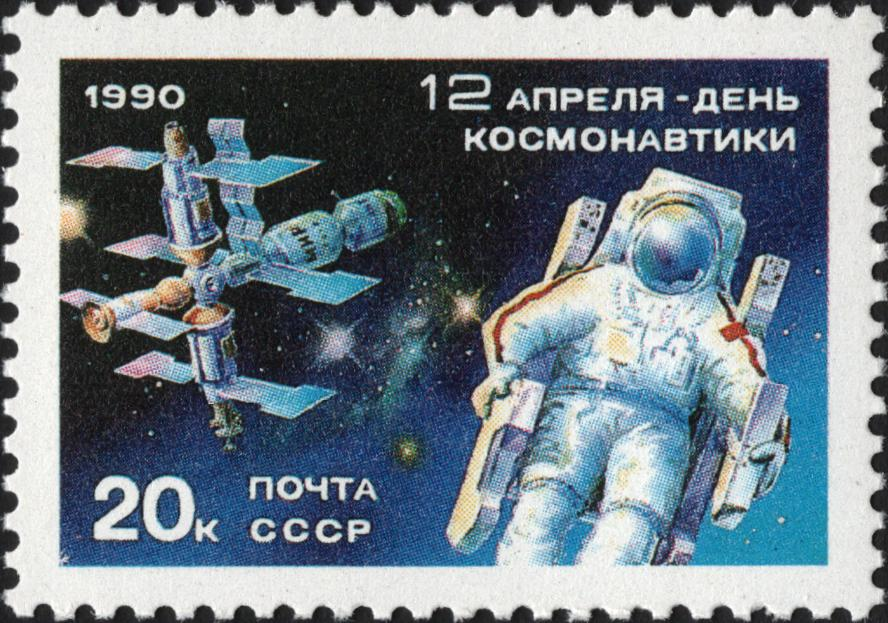
Почтовая марка СССР 1990 года с изображением станции «Мир»

Над «Миром» работали 280 организаций под эгидой 20 министерств и ведомств СССР. Конструкция станций серии «Салют» стала основой для создания орбитального комплекса «Мир» и российского сегмента «МКС».
Базовый блок был выведен на орбиту 20 февраля 1986 года. Затем в течение 10 лет к нему были последовательно пристыкованы ещё пять модулей и стыковочный отсек. Боковые модули изначально стыковались к осевому порту, затем перестыковывались на боковые порты с помощью манипуляторов автоматической системы перестыковки (АСПр, англ. Lyappa).

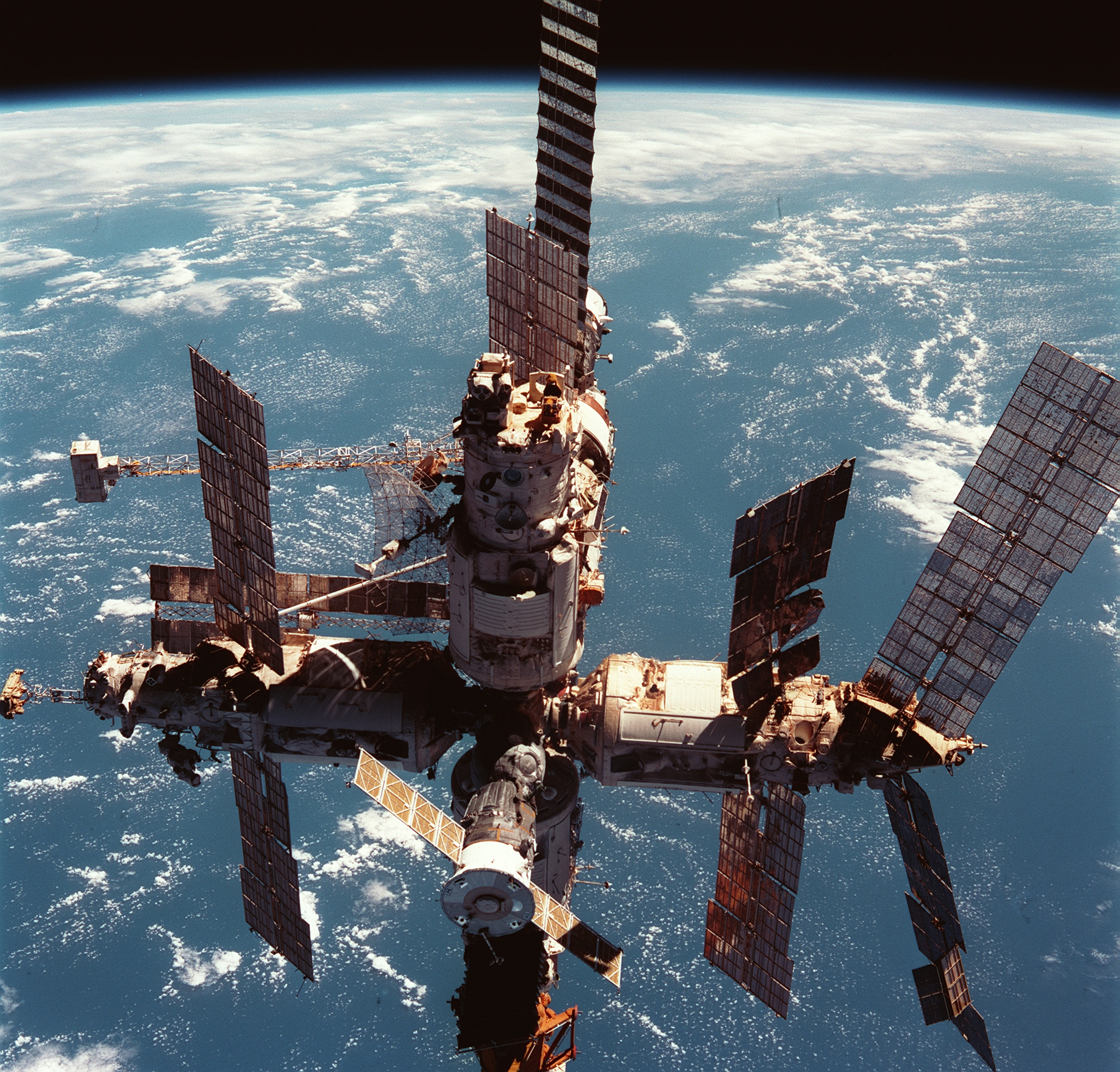
Станция «Мир» 12 июня 1998

С 1995 года станцию стали посещать иностранные экипажи. Также на станции побывало 15 экспедиций посещения, из них 14 — международных, с участием космонавтов Сирии, Болгарии, Афганистана, Франции (5 раз), Японии, Великобритании, Австрии, Германии (2 раза), Словакии, Канады.
В рамках программы «Мир — Шаттл» было осуществлено семь кратковременных экспедиций посещения с помощью корабля «Атлантис», одна с помощью корабля «Индевор» и одна с помощью корабля «Дискавери», во время которых на станции побывали 44 астронавта.

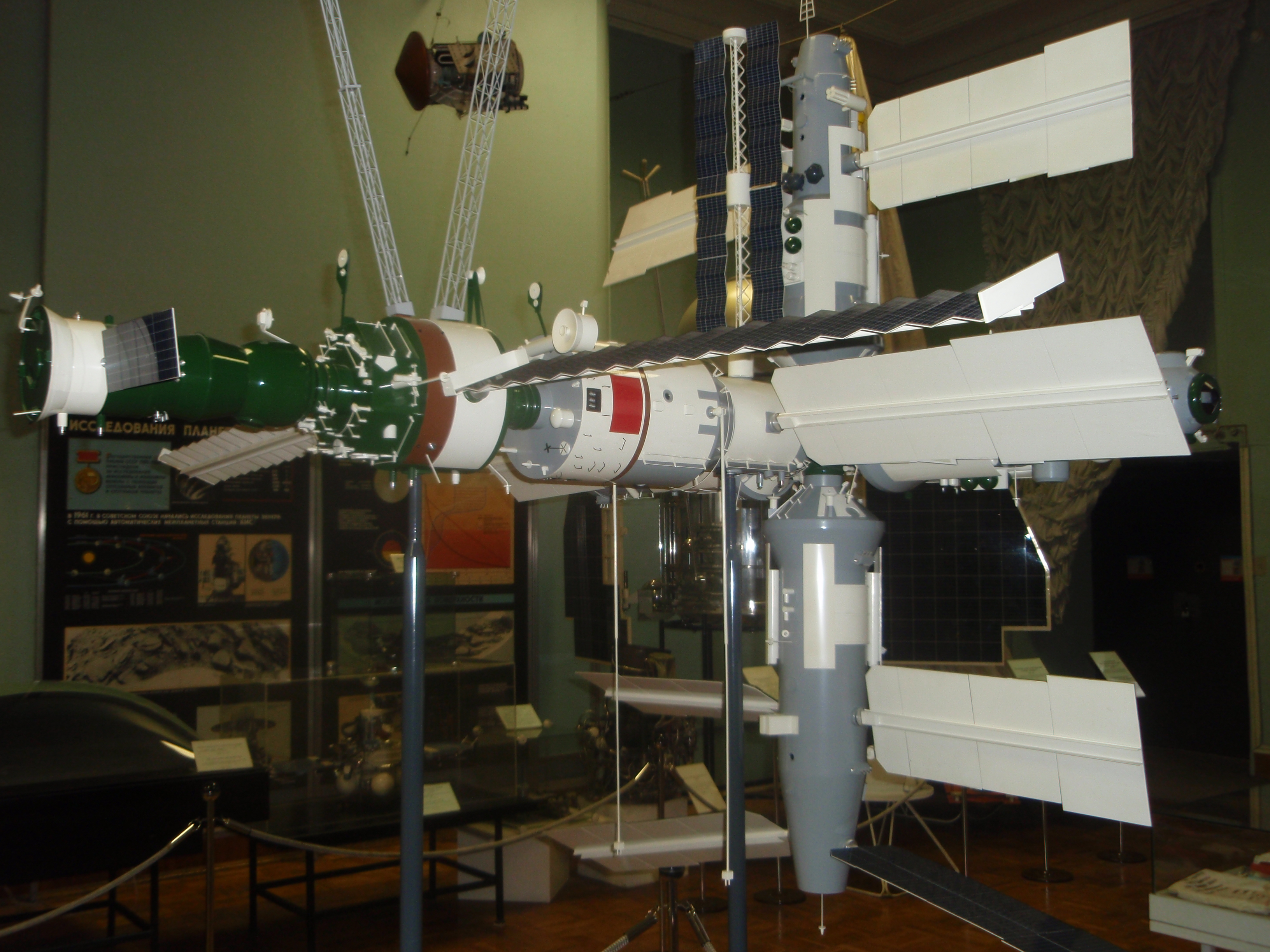
Модель орбитальной станции «Мир» в Государственном политехническом музее

В конце 1990-х годов на станции начались многочисленные проблемы из-за постоянного выхода из строя различных приборов и систем. Через некоторое время руководство РФ, ссылаясь на дороговизну дальнейшей эксплуатации, несмотря на многочисленные существовавшие проекты спасения станции, приняло решение затопить «Мир». 23 марта 2001 года проработавшая в три раза дольше первоначально установленного срока станция была затоплена в специальном районе в южной части Тихого океана.

Параметры орбиты станции за весь период существования

Всего на орбитальной станции работало 104 космонавта из 12 стран (См. Список пилотируемых полётов к орбитальной станции «Мир»). Выход в открытый космос совершили 29 космонавтов и 6 астронавтов. За время существования орбитальная станция «Мир» передала на Землю около 1,7 терабайта научной информации. Общая масса вернувшихся на Землю грузов с результатами экспериментов — около 4,7 тонны. Со станции произведена фотосъёмка 125 миллионов квадратных километров земной поверхности. На станции проводились эксперименты над высшими растениями.
Рекорды станции:
- Валерий Поляков — непрерывное пребывание в космосе в течение 437 суток 17 часов 59 минут (1994—1995 годы)[23][24].
- Шеннон Лусид — рекорд длительности космического полёта среди женщин — 188 суток 4 часа 1 минута (1996 год)[25].
- Количество экспериментов — более 23 000[24][26].

## Состав

### Схема орбитальной станции «Мир»
|                                   |                                   |                                   |                                   |                                   |                                   |  |  | Союз ТМ (космический корабль)    |                                  |                                  |                                  |                                  |                                  |                       |  |                                    |                                    |                                    |                                    |                                    |                                    |  |  |  |  |  |  |  |  |  |  |  |  |
|                                   |                                   |                                   |                                   |                                   |                                   |  |  |                                  |                                  |                                  |                                  |                                  |                                  |                       |  |                                    |                                    |                                    |                                    |                                    |                                    |  |  |  |  |  |  |  |  |  |  |  |  |
|                                   |                                   |                                   |                                   |                                   |                                   |  |  | Стыковочный узел ССВП            |                                  |                                  |                                  |                                  |                                  |                       |  |                                    |                                    |                                    |                                    |                                    |                                    |  |  |  |  |  |  |  |  |  |  |  |  |
| Спектр (оптический модуль)        | Спектр (оптический модуль)        | Спектр (оптический модуль)        | Спектр (оптический модуль)        | Спектр (оптический модуль)        | Спектр (оптический модуль)        |  |  | Мир (базовый блок)               | Мир (базовый блок)               | Мир (базовый блок)               | Мир (базовый блок)               | Мир (базовый блок)               | Мир (базовый блок)               |                       |  | Квант-2 (модуль дооснащения)       | Квант-2 (модуль дооснащения)       | Квант-2 (модуль дооснащения)       | Квант-2 (модуль дооснащения)       | Квант-2 (модуль дооснащения)       | Квант-2 (модуль дооснащения)       |  |  |  |  |  |  |  |  |  |  |  |  |
| Спектр (оптический модуль)        | Спектр (оптический модуль)        | Спектр (оптический модуль)        | Спектр (оптический модуль)        | Спектр (оптический модуль)        | Спектр (оптический модуль)        |  |  | Мир (базовый блок)               | Мир (базовый блок)               | Мир (базовый блок)               | Мир (базовый блок)               | Мир (базовый блок)               | Мир (базовый блок)               |                       |  | Квант-2 (модуль дооснащения)       | Квант-2 (модуль дооснащения)       | Квант-2 (модуль дооснащения)       | Квант-2 (модуль дооснащения)       | Квант-2 (модуль дооснащения)       | Квант-2 (модуль дооснащения)       |  |  |  |  |  |  |  |  |  |  |  |  |
|                                   |                                   |                                   |                                   |                                   |                                   |  |  |                                  |                                  |                                  |                                  |                                  |                                  |                       |  |                                    |                                    |                                    |                                    |                                    |                                    |  |  |  |  |  |  |  |  |  |  |  |  |
|                                   |                                   |                                   |                                   |                                   |                                   |  |  |                                  |                                  |                                  |                                  |                                  |                                  |                       |  |                                    |                                    |                                    |                                    |                                    |                                    |  |  |  |  |  |  |  |  |  |  |  |  |
|                                   |                                   |                                   |                                   |                                   |                                   |  |  |                                  |                                  |                                  |                                  |                                  |                                  |                       |  |                                    |                                    |                                    |                                    |                                    |                                    |  |  |  |  |  |  |  |  |  |  |  |  |
| Кристалл (технологический модуль) | Кристалл (технологический модуль) | Кристалл (технологический модуль) | Кристалл (технологический модуль) | Кристалл (технологический модуль) | Кристалл (технологический модуль) |  |  | Квант-1 (астрофизический модуль) | Квант-1 (астрофизический модуль) | Квант-1 (астрофизический модуль) | Квант-1 (астрофизический модуль) | Квант-1 (астрофизический модуль) | Квант-1 (астрофизический модуль) |                       |  | Природа (исследовательский модуль) | Природа (исследовательский модуль) | Природа (исследовательский модуль) | Природа (исследовательский модуль) | Природа (исследовательский модуль) | Природа (исследовательский модуль) |  |  |  |  |  |  |  |  |  |  |  |  |
| Кристалл (технологический модуль) | Кристалл (технологический модуль) | Кристалл (технологический модуль) | Кристалл (технологический модуль) | Кристалл (технологический модуль) | Кристалл (технологический модуль) |  |  | Квант-1 (астрофизический модуль) | Квант-1 (астрофизический модуль) | Квант-1 (астрофизический модуль) | Квант-1 (астрофизический модуль) | Квант-1 (астрофизический модуль) | Квант-1 (астрофизический модуль) | Стыковочный узел ССВП |  | Природа (исследовательский модуль) | Природа (исследовательский модуль) | Природа (исследовательский модуль) | Природа (исследовательский модуль) | Природа (исследовательский модуль) | Природа (исследовательский модуль) |  |  |  |  |  |  |  |  |  |  |  |  |
| Стыковочный модуль                |                                   |                                   |                                   |                                   |                                   |  |  |                                  |                                  |                                  |                                  |                                  |                                  |                       |  |                                    |                                    |                                    |                                    |                                    |                                    |  |  |  |  |  |  |  |  |  |  |  |  |
| Стыковочный узел АПАС-89          | Стыковочный узел АПАС-89          | Стыковочный узел АПАС-89          | Стыковочный узел АПАС-89          | Стыковочный узел АПАС-89          | Стыковочный узел АПАС-89          |  |  | Прогресс М (космический корабль) | Прогресс М (космический корабль) | Прогресс М (космический корабль) | Прогресс М (космический корабль) | Прогресс М (космический корабль) | Прогресс М (космический корабль) |                       |  |                                    |                                    |                                    |                                    |                                    |                                    |  |  |  |  |  |  |  |  |  |  |  |  |
| Стыковочный узел АПАС-89          | Стыковочный узел АПАС-89          | Стыковочный узел АПАС-89          | Стыковочный узел АПАС-89          | Стыковочный узел АПАС-89          | Стыковочный узел АПАС-89          |  |  | Прогресс М (космический корабль) | Прогресс М (космический корабль) | Прогресс М (космический корабль) | Прогресс М (космический корабль) | Прогресс М (космический корабль) | Прогресс М (космический корабль) |                       |  |                                    |                                    |                                    |                                    |                                    |                                    |  |  |  |  |  |  |  |  |  |  |  |  |
| Спейс шаттл (космический корабль) |                                   |                                   |                                   |                                   |                                   |  |  |                                  |                                  |                                  |                                  |                                  |                                  |                       |  |                                    |                                    |                                    |                                    |                                    |                                    |  |  |  |  |  |  |  |  |  |  |  |  |

Сверху на схеме — носовая часть станции. Вниз слева находится надир (направление к Земле), вниз справа — зенит (направление от Земли).

### Базовый блок

Базовый блок станции «Мир»

Базовый блок орбитальной станции «Мир» предназначен для обеспечения условий работы и отдыха экипажа (до шести человек), управления работой бортовых систем, снабжения электроэнергией, обеспечения радиосвязи, передачи телеметрической информации, телевизионных изображений, приёма командной информации, управления ориентацией, коррекции орбиты, обеспечения сближения и стыковки целевых модулей и транспортных кораблей, поддержания заданных параметров атмосферы жилого объёма и температурного режима конструкции и оборудования, обеспечения условий для выхода космонавтов в открытое космическое пространство, проведения научных и прикладных исследований и экспериментов с использованием доставляемой целевой аппаратуры.
Стартовая масса — 20900 кг. Геометрические характеристики: длина по корпусу — 13,13 м, максимальный диаметр — 4,35 м, объём герметичных отсеков — 90 м3, свободный объём — 76 м3. Конструкция станции включала три герметичных отсека (переходный, рабочий и переходную камеру) и негерметичный агрегатный отсек.
Запущен 19 февраля 1986 года (20 февраля 1986 года в 00:28:23 ДМВ) с пусковой установки № 39 200-й площадки космодрома Байконур ракетой-носителем «Протон-К».

### Целевые модули

#### «Квант»

Астрофизический модуль «Квант»

«Квант» — экспериментальный (астрофизический) модуль орбитального комплекса «Мир». Предназначен для проведения широкого круга исследований, в первую очередь в области внеатмосферной астрономии.
Стартовая масса — 11050 кг. Геометрические характеристики: длина по корпусу — 5,8 м, максимальный диаметр корпуса — 4,15 м, объём герметичного отсека — 40 м3. Конструкция модуля включала герметичный лабораторный отсек с переходной камерой и негерметичный отсек научных приборов.
Запущен в составе транспортного корабля модульного экспериментального 31 марта 1987 года в 03:16:16 ДМВ с пусковой установки № 39 200-й площадки космодрома Байконур ракетой-носителем «Протон-К».

#### «Квант-2»

Модуль дооснащения «Квант-2»

«Квант-2» — модуль дооснащения орбитального комплекса «Мир». Предназначен для дооснащения орбитального комплекса оборудованием и научной аппаратурой, а также для обеспечения выхода космонавтов в открытый космос.
Стартовая масса — 19565 кг. Геометрические характеристики: длина по корпусу — 12,4 м, максимальный диаметр — 4,15 м, объём герметичных отсеков — 59 м3. Конструкция модуля включала три герметичных отсека: приборно-грузовой, приборно-научный и шлюзовой специальный.
Запущен 26 ноября 1989 года в 16:01:41 ДМВ с пусковой установки № 39 200-й площадки космодрома Байконур ракетой-носителем «Протон-К».

#### «Кристалл»

Технологический модуль «Кристалл»

«Кристалл» — технологический модуль орбитального комплекса «Мир». Предназначен для опытно-промышленного производства полупроводниковых материалов, очистки биологически активных веществ в целях получения новых лекарственных препаратов, выращивания кристаллов различных белков и гибридизации клеток, а также для проведения астрофизических, геофизических и технологических экспериментов.
Стартовая масса — 19640 кг. Геометрические характеристики: длина по корпусу —12,02 м, максимальный диаметр — 4,15 м, объём герметичных отсеков — 64 м3. Конструкция модуля включала два герметичных отсека: приборно-грузовой и приборно-стыковочный.
Запущен 31 мая 1990 года в 13:33:20 ДМВ с пусковой установки № 39 200-й площадки космодрома Байконур ракетой-носителем «Протон-К».

#### «Спектр»

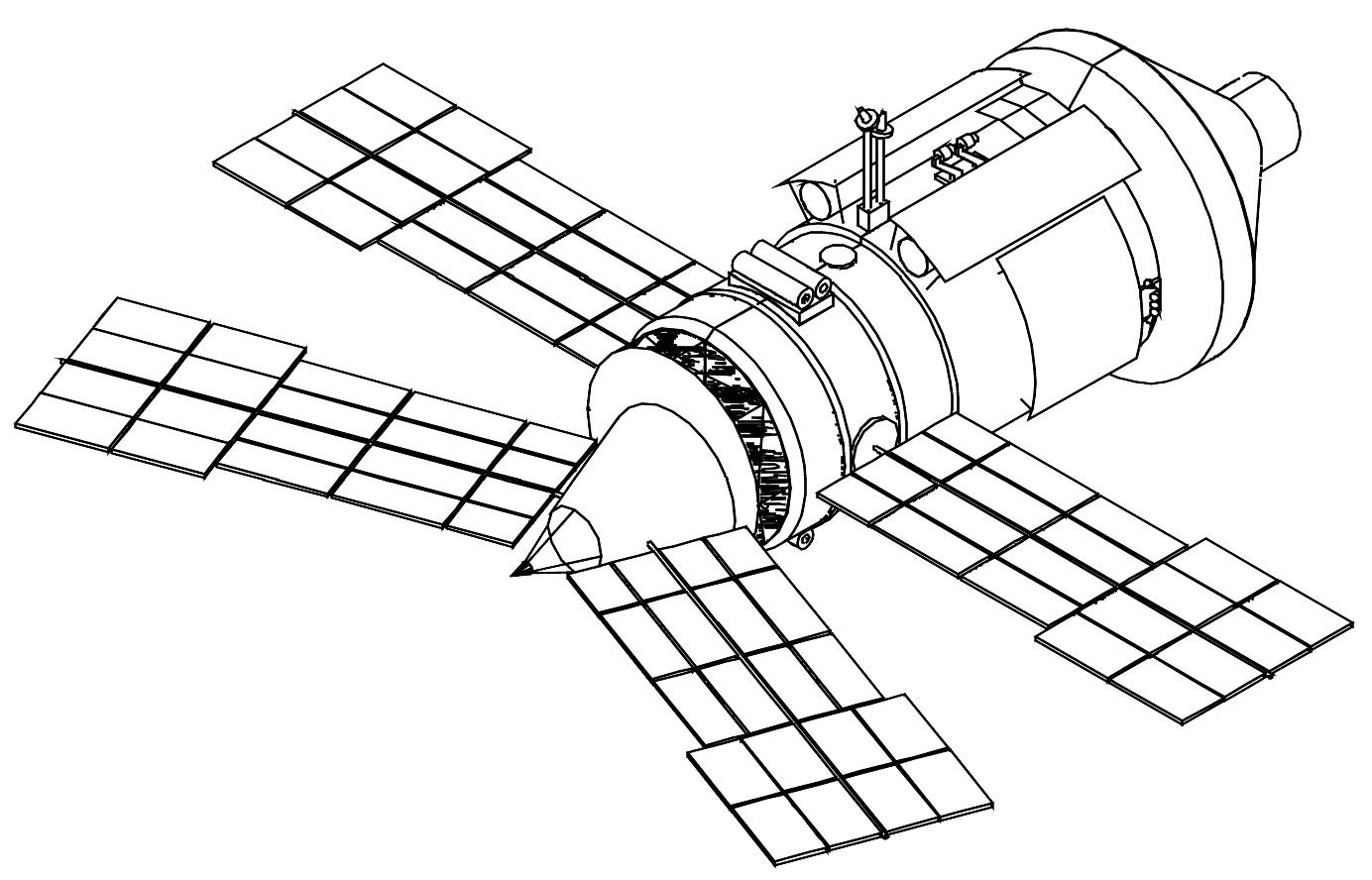
Оптический модуль «Спектр»

«Спектр» — оптический модуль орбитального комплекса «Мир». Предназначен для исследования природных ресурсов Земли, верхних слоев земной атмосферы, собственной внешней атмосферы орбитального комплекса, геофизических процессов естественного и искусственного происхождения в околоземном космическом пространстве и в верхних слоях земной атмосферы, космического излучения, медико-биологических исследований, изучения поведения различных материалов в условиях открытого космоса.
Стартовая масса — 18807 кг. Геометрические характеристики: длина по корпусу — 14,44 м, максимальный диаметр — 4,15 м, объём герметичного отсека — 62 м3. Конструкция модуля состоит из герметичного приборно-грузового и негерметичного отсеков.
Запущен 20 мая 1995 года в 06:33:22 ДМВ с пусковой установки № 23 81-й площадки космодрома Байконур ракетой-носителем «Протон-К».

#### «Природа»

Исследовательский модуль «Природа»

«Природа» — исследовательский модуль орбитального комплекса «Мир». Предназначен для исследования поверхности и атмосферы Земли, атмосферы в непосредственной близости от «Мира», влияния космического излучения на организм человека и поведения различных материалов в условиях космического пространства, а также получения в условиях невесомости особо чистых лекарственных препаратов.
Стартовая масса — 19340 кг. Геометрические характеристики: длина по корпусу — 11,55 м, максимальный диаметр — 4,15 м, объём герметичного отсека — 65 м3. Конструкция модуля включала один герметичный приборно-грузовой отсек.
Запущен 23 апреля 1996 года в 14:48:50 ДМВ с пусковой установки № 23 81-й площадки космодрома Байконур ракетой-носителем «Протон-К».

### Стыковочный отсек

Стыковочный отсек

Стыковочный отсек — модуль орбитального комплекса «Мир». Предназначен для обеспечения возможности стыковки МТКК «Space Shuttle».
Масса вместе с двумя доставляемыми солнечными батареями и узлами крепления к грузовому отсеку МТКК «Space Shuttle» — 4350 кг. Геометрические характеристики: длина по корпусу — 4,7 м, максимальная длина — 5,1 м, диаметр герметичного отсека — 2,2 м, максимальная ширина (по концам горизонтальных цапф крепления в грузовом отсеке шаттла) — 4,9 м, максимальная высота (от конца килевой цапфы до контейнера дополнительной СБ) — 4,5 м, объём герметичного отсека — 14,6 м3. Конструкция модуля включала один герметичный отсек.
Был доставлен на орбиту Шаттлом Атлантис 12 ноября 1995 в ходе миссии STS-74. Модуль вместе с Шаттлом пристыковались к станции 15 ноября.

### Транспортные корабли «Союз»

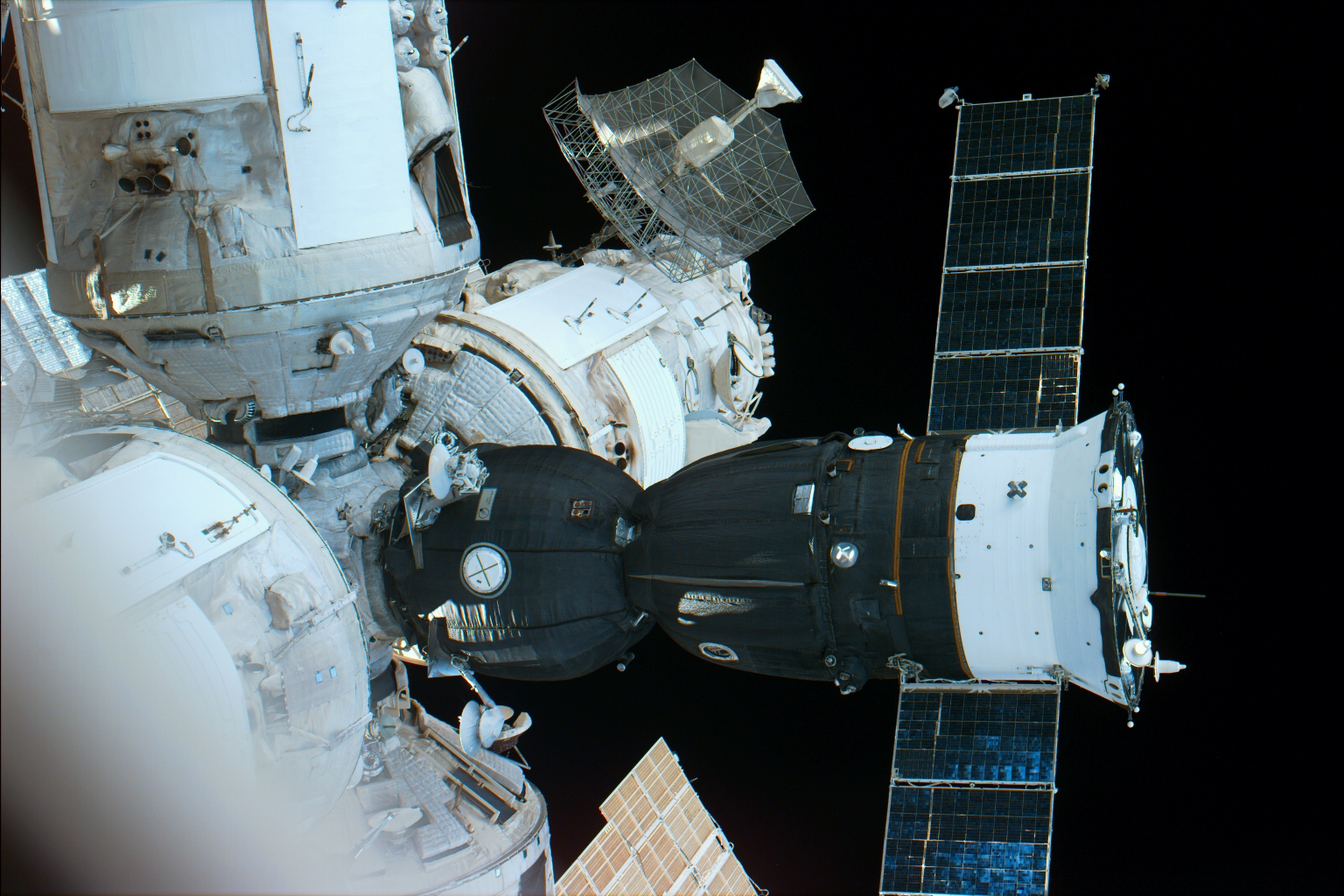
«Союз ТМ-24», пристыкованный к переходному отсеку орбитальной станции «Мир». Фотография сделана с МТКК «Atlantis» во время экспедиции STS-79

«Союз» — серия пилотируемых многоместных транспортных кораблей. Предназначены для доставки на орбитальный комплекс и возвращения на Землю экипажей и полезных грузов. В составе орбитального комплекса «Мир» использовались транспортные корабли «Союз» двух модификаций.
«Союз Т» — модификация транспортного корабля «Союз». Масса — 6830-7000 кг. Геометрические характеристики: длина — 6,98 м, максимальный диаметр — 2,72 м, объём герметичных отсеков — 6,5 м3. Продолжительность автономного полета — до 4,2 сут., продолжительность полета в составе орбитального комплекса — до 120 сут. Конструкция корабля включает два герметичных отсека (бытовой отсек и спускаемый аппарат) и негерметичный приборно-агрегатный отсек. В 1986 году к орбитальному комплексу «Мир» совершил полет один пилотируемый транспортный корабль «Союз Т».
«Союз ТМ» — модификация транспортного корабля «Союз Т». Отличался усовершенствованием ряда бортовых систем. Продолжительность полета в составе орбитального комплекса увеличена до 180 сут. В период с 1986 года по 2000 год к орбитальному комплексу «Мир» совершили полет 30 транспортных кораблей «Союз ТМ» (в том числе один беспилотный и 29 пилотируемых).

### Транспортные корабли «Прогресс»
«Прогресс» — серия транспортных автоматических космических кораблей. Предназначены для доставки на орбитальный комплекс расходуемых материалов, топлива, полезных грузов, научного оборудования. В составе орбитального комплекса «Мир» использовались транспортные корабли «Прогресс» трех модификаций.
«Прогресс» — разработан на базе пилотируемого транспортного корабля «Союз». Общая масса — около 7000 кг. Геометрические характеристики: длина — 7,92 м, максимальный диаметр — 2,72 м, общая масса доставляемых грузов — до 2500 кг. Объём герметичного отсека — 6,6 м3. Продолжительность автономного полета — до 4 сут., продолжительность полета в составе орбитального комплекса — до 90 сут. Конструкция корабля включает один герметичный (грузовой) отсек и два негерметичных отсека (отсек компонентов дозаправки и приборно-агрегатный отсек). В период с 1986 года по 1989 год к орбитальному комплексу «Мир» совершили полет восемнадцать транспортных кораблей «Прогресс».
«Прогресс М» — модификация транспортного корабля «Прогресс», при его создании были использованы бортовые системы космического корабля «Союз ТМ». Продолжительность автономного полета увеличена до 30 сут., полета в составе орбитального комплекса — до 180 сут. В период с 1989 года по 2000 год к орбитальному комплексу «Мир» совершили полет сорок три транспортных корабля «Прогресс М».
«Прогресс М1» — модификация транспортного корабля «Прогресс М», с целью увеличения массы доставляемого топлива. В период с 2000 года по 2001 год к орбитальному комплексу «Мир» совершили полет три транспортных корабля «Прогресс М1».

### Возвращаемые баллистические капсулы «Радуга»
«Радуга» — серия одноразовых космических аппаратов. Предназначены для возвращения на Землю материалов с результатами исследований.
Максимальная масса — 350 кг, масса возвращаемого полезного груза — до 150 кг. Геометрические характеристики: длина — 1470 мм, максимальный диаметр — 780 мм. Точность приземления вдоль трассы ±125 км, боковой разброс ±15 км, скорость спуска на парашюте 8 м/с.
В период с 1990 года по 1994 год было выведено на орбиту и возвращено на Землю девять капсул (одна из них после возвращения не была найдена), с помощью которых с орбитального комплекса «Мир» было доставлено более 500 кг материалов с результатами исследований.

## Культурные проекты

### Программа «Космос-Человек-Культура»
- С февраля по август 1990 г. на борту станции «Мир» находилось Знамя Мира.
- Международный общественный научно-просветительский космический проект «Знамя Мира» проводился с августа 1997 года до затопления станции.

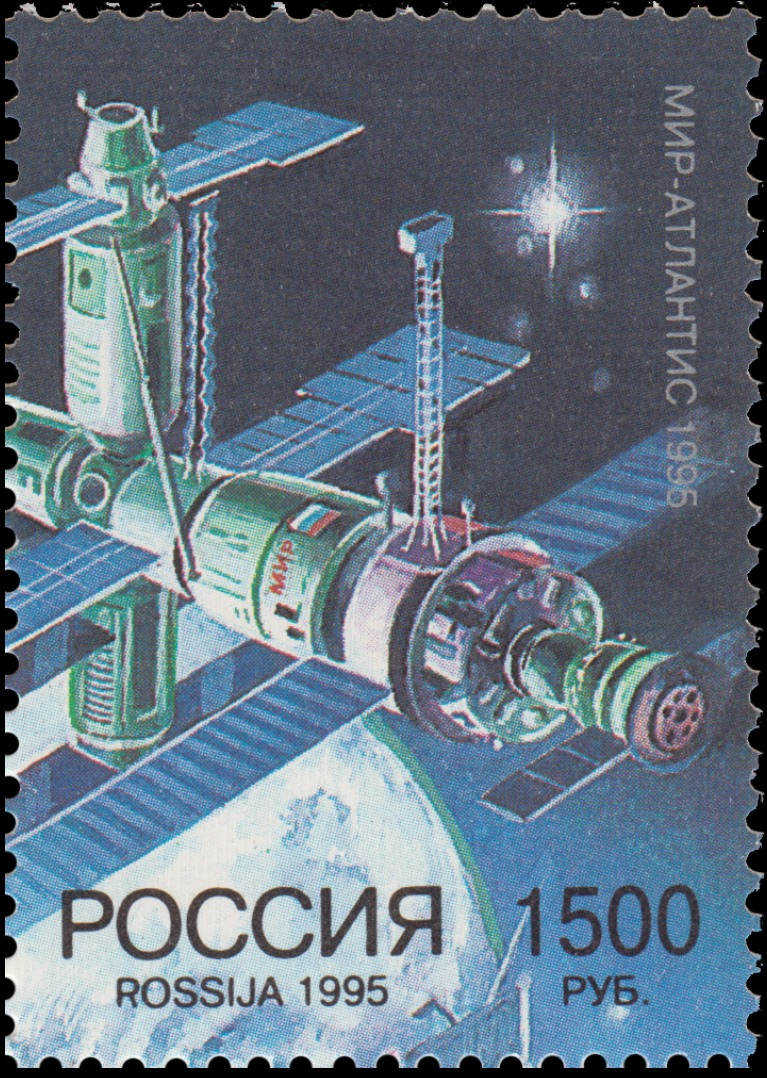
Почтовая марка. Орбитальный комплекс «Мир» и космический корабль «Атлантис»

## Происшествия
- 23 февраля 1997 г. в 22:31 в жилом модуле станции произошло возгорание кислородной шашки в атмосферном генераторе. Кислородные шашки установки «Электрон» предназначены на орбите для вырабатывания воздуха. Пожар тушили 3,5 часа.
- 27 марта 1997 года произошла утечка этиленгликоля.
- 9 апреля 1997 года становится плохо командиру 23 экспедиции — командиру В. Циблиеву. Диагноз: торакальная ишемия.
- 25 июня 1997, во время отработки ручной стыковки, грузовой корабль «Прогресс М-34» столкнулся с модулем «Спектр» станции «Мир»[34]. Результатом столкновения стала разгерметизация модуля, повреждение солнечных батарей, временное нарушение энергоснабжения станции, а также потеря ориентации[35]. В результате пришлось закрыть люк в модуль и изолировать от остального комплекса[36].

## Полноразмерный макет

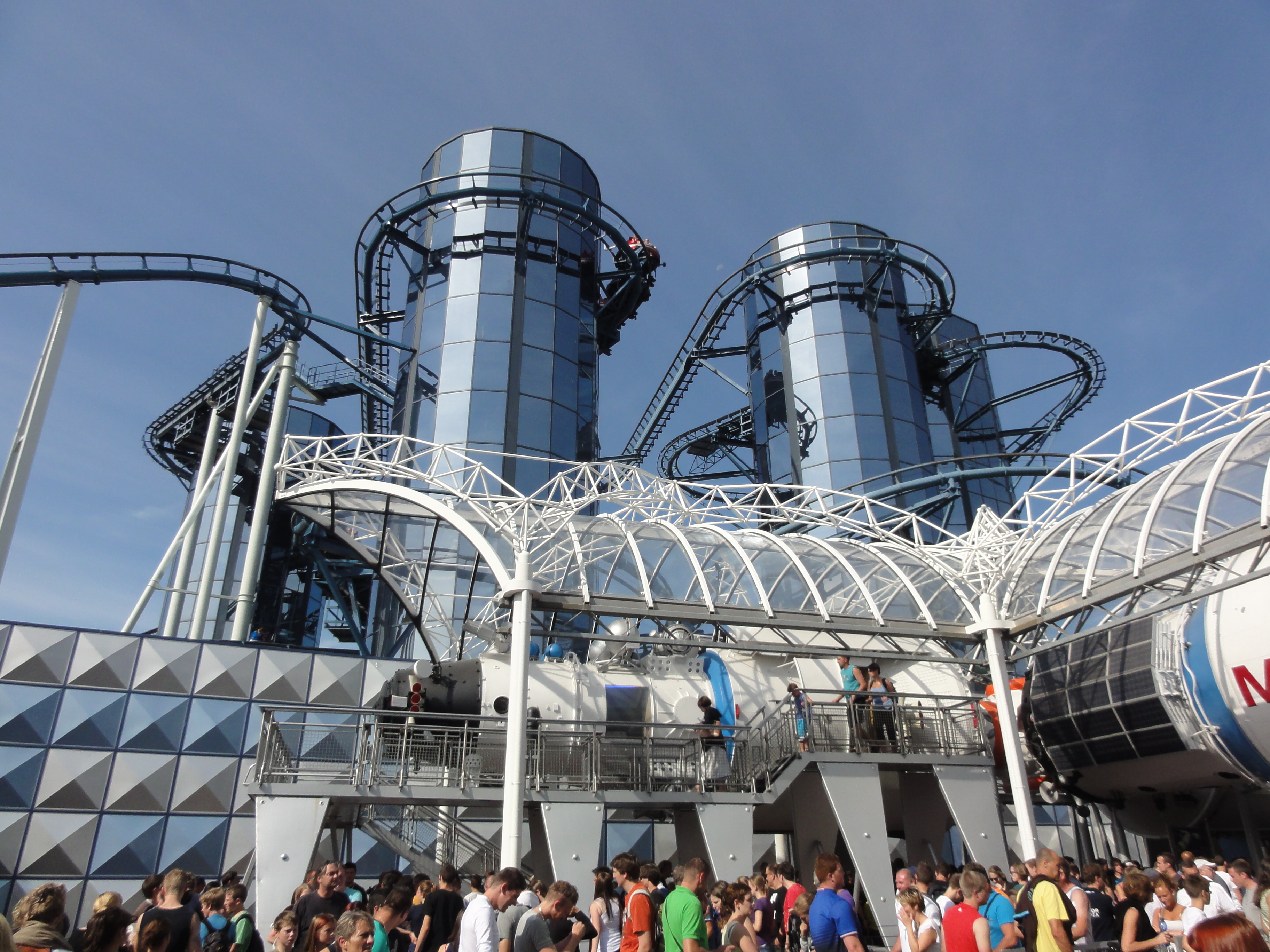
Макет орбитальной станции «Мир» в составе аттракциона «Евро-Мир», 9 августа 2012 года

Полноразмерный макет станции Мир, на котором тренировались космонавты, находится в Центре подготовки космонавтов в Звёздном городке. Ещё один макет с подписью её последнего командира Сергея Залётина находится в парке развлечений «Европа-парк». К макету пристыкованы несколько научных модулей и посадочный модуль, все они открыты для доступа туристов.

## Затопление
В январе 2001 года правительство Российской Федерации приняло решение о затоплении станции. В числе причин официально были названы: выработка ресурса станции, происшествия и аварии на станции, «дорогое» обслуживание (ок. 200 млн $ в год).
Предлагались многочисленные проекты по спасению станции. Например, во время визита в Россию президента Ирана Мохаммада Хатами иранская делегация выразила заинтересованность в покупке станции «Мир». Иран предложил финансировать станцию в течение ещё двух или трех лет, Россия же, со своей стороны, должна была готовить иранских космонавтов. Тегеран интересовался военным использованием станции, так как оборудование, находившееся на станции, несло двойную нагрузку — гражданскую и военную. В частности, станция «Мир» могла фиксировать пуски крылатых ракет и передвижение разных летательных аппаратов.
Утверждалось, что окончание программы «Мир» приведет к сокращению более 100 тысяч рабочих мест высококвалифицированных научных и инженерно-технических работников. Для внутриполитической ситуации это привело бы к росту социальной напряженности и ликвидации современных наукоемких производств: последние в случае правильно поставленного менеджмента могли бы в будущем стать основой роста благосостояния страны. Тем не менее, орбитальная станция «Мир» была затоплена в Тихом океане 23 марта 2001 года по причине устаревания оборудования и недостатка финансовых средств на её поддержание.

## Линейка событий
В этом разделе в таблице кратко описана последовательность всех событий стыковки/расстыковки орбитальной станции «Мир» с космическими кораблями.
На станцию «Мир» прилетали и состыковывались следующие космические корабли:
- 39 пилотируемых;
- из них 9 многоразовых;
- 64 грузовых.

В результате были осуществлены следующие экспедиции:
- 28 основных (ЭО);
- 26 гостевых (экспедиций посещения (ЭП));
- 26 международных.

Ячейки таблицы с модулями орбитальной станции «Мир» имеют цвет, которым модули закрашены на рисунке «Строение станции» в начале статьи.
Всего в таблице присутствует 289 событий. Соответственно орбитальная станция «Мир» находилась на орбите в 288 промежуточных состояниях. Эти состояния делятся на четыре группы:
1) все стыковочные модули станции «Мир» свободны (зелёный цвет в таблице) — 26 состояний;
2) занят один стыковочный модуль станции «Мир» (жёлтый цвет в таблице) — 137 состояний;
3) заняты два стыковочных модуля станции «Мир» (красный цвет в таблице) — 114 состояний;
4) заняты три стыковочных модуля станции «Мир» (фиолетовый цвет в таблице) — 11 состояний.
| №                                                                                           | Дата       | Действие | Корабль | Экипаж |
| 1                                                                                           | 1986-02-19 | Запуск | «Мир» (Базовый модуль) (орбитальная станция)                                                                                     | — |
| Состояние на орбите: станция «Мир» (Базовый модуль): без экипажа                            |            | | | |
| 1-й основной экипаж                                                                         |            | | | |
| 2                                                                                           | 1986-03-15 | Стыковка | «Союз Т-15» (1-й пилотируемый)                                                                                                   | Кизим, Соловьёв (1-й основной) |
|                                                                                             |            | Состояние на орбите: комплекс «Мир» (Базовый модуль)-«Союз Т-15»: экипаж Кизим, Соловьёв | | |
| 3                                                                                           | 1986-03-21 | Стыковка | «Прогресс-25» (1-й грузовой) | — |
|                                                                                             |            | Состояние на орбите: комплекс «Мир» (Базовый модуль)-«Союз Т-15»-«Прогресс-25»: экипаж Кизим, Соловьёв | | |
| 4                                                                                           | 1986-04-20 | Расстыковка | «Прогресс-25» (1-й грузовой) | — |
|                                                                                             |            | Состояние на орбите: комплекс «Мир» (Базовый модуль)-«Союз Т-15»: экипаж Кизим, Соловьёв | | |
| 5                                                                                           | 1986-04-26 | Стыковка | «Прогресс-26» (2-й грузовой) | — |
|                                                                                             |            | Состояние на орбите: комплекс «Мир» (Базовый модуль)-«Союз Т-15»-«Прогресс-26»: экипаж Кизим, Соловьёв | | |
| 6                                                                                           | 1986-05-05 | Расстыковка | «Союз Т-15» (1-й пилотируемый)                                                                                                   | Кизим, Соловьёв (1-й основной) |
| Состояние на орбите: комплекс «Мир» (Базовый модуль)-«Прогресс-26»: без экипажа             |            | | | |
| 7                                                                                           | 1986-05-23 | Стыковка | «Союз ТМ-1» (без экипажа) | — |
| Состояние на орбите: комплекс «Мир» (Базовый модуль)-«Прогресс-26»-«Союз ТМ-1»: без экипажа |            | | | |
| 8                                                                                           | 1986-05-29 | Расстыковка | «Союз ТМ-1» (без экипажа) | — |
| Состояние на орбите: комплекс «Мир» (Базовый модуль)-«Прогресс-26»: без экипажа             |            | | | |
| 9                                                                                           | 1986-06-22 | Расстыковка | «Прогресс-26» (2-й грузовой) | — |
| Состояние на орбите: станция «Мир» (Базовый модуль): без экипажа                            |            | | | |
| 10                                                                                          | 1986-06-26 | Стыковка | «Союз Т-15» (1-й пилотируемый)                                                                                                   | Кизим, Соловьёв (1-й основной) |
|                                                                                             |            | Состояние на орбите: комплекс «Мир» (Базовый модуль)-«Союз Т-15»: экипаж Кизим, Соловьёв | | |
| 11                                                                                          | 1986-07-16 | Расстыковка | «Союз Т-15» (1-й пилотируемый)                                                                                                   | Кизим, Соловьёв (1-й основной) |
| Состояние на орбите: комплекс «Мир» (Базовый модуль): без экипажа                           |            | | | |
| 2-й основной экипаж                                                                         |            | | | |
| 12                                                                                          | 1987-01-18 | Стыковка | «Прогресс-27» (3-й грузовой) | — |
| Состояние на орбите: комплекс «Мир» (Базовый модуль)-«Прогресс-27»: без экипажа             |            | | | |
| 13                                                                                          | 1987-02-07 | Стыковка | «Союз ТМ-2» (2-й пилотируемый)                                                                                                   | Романенко, Лавейкин (2-й основной)                                                                                                |
|                                                                                             |            | Состояние на орбите: комплекс «Мир» (Базовый модуль)- «Прогресс-27»-«Союз ТМ-2»: экипаж Романенко, Лавейкин | | |
| 14                                                                                          | 1987-02-23 | Расстыковка | «Прогресс-27» (3-й грузовой) | — |
|                                                                                             |            | Состояние на орбите: комплекс «Мир» (Базовый модуль)-«Союз ТМ-2»: экипаж Романенко, Лавейкин | | |
| 15                                                                                          | 1987-03-05 | Стыковка | «Прогресс-28» (4-й грузовой) | — |
|                                                                                             |            | Состояние на орбите: комплекс «Мир» (Базовый модуль)-«Союз ТМ-2»-«Прогресс-28»: экипаж Романенко, Лавейкин | | |
| 16                                                                                          | 1987-03-26 | Расстыковка | «Прогресс-28» (4-й грузовой) | — |
|                                                                                             |            | Состояние на орбите: комплекс «Мир» (Базовый модуль)-«Союз ТМ-2»: экипаж Романенко, Лавейкин | | |
| 17                                                                                          | 1987-04-09 | Стыковка | Модуль «Квант-1» | — |
|                                                                                             |            | Состояние на орбите: комплекс «Мир» (Базовый модуль + «Квант-1»)-«Союз ТМ-2»: экипаж Романенко, Лавейкин | | |
| 18                                                                                          | 1987-04-23 | Стыковка | «Прогресс-29» (5-й грузовой) | — |
|                                                                                             |            | Состояние на орбите: комплекс «Мир» (Базовый модуль + «Квант-1»)-«Союз ТМ-2»-«Прогресс-29»: экипаж Романенко, Лавейкин | | |
| 19                                                                                          | 1987-05-11 | Расстыковка | «Прогресс-29» (5-й грузовой) | — |
|                                                                                             |            | Состояние на орбите: комплекс «Мир» (Базовый модуль + «Квант-1»)-«Союз ТМ-2»: экипаж Романенко, Лавейкин | | |
| 20                                                                                          | 1987-05-21 | Стыковка | «Прогресс-30» (6-й грузовой) | — |
|                                                                                             |            | Состояние на орбите: комплекс «Мир» (Базовый модуль + «Квант-1»)-«Союз ТМ-2»-«Прогресс-30»: экипаж Романенко, Лавейкин | | |
| 21                                                                                          | 1987-07-19 | Расстыковка | «Прогресс-30» (6-й грузовой) | — |
|                                                                                             |            | Состояние на орбите: комплекс «Мир» (Базовый модуль + «Квант-1»)-«Союз ТМ-2»: экипаж Романенко, Лавейкин | | |
| 22                                                                                          | 1987-07-24 | Стыковка | «Союз ТМ-3» (3-й пилотируемый)                                                                                                   | Викторенко, Александров; · Фарис Сирия · (2-й основной, 1-й гостевой, 1-й международный)                                          |
|                                                                                             |            | Состояние на орбите: комплекс «Мир» (Базовый модуль + «Квант-1»)-«Союз ТМ-2»-«Союз ТМ-3»: экипаж Романенко, Лавейкин; Викторенко, Александров; Фарис Сирия | | |
| Дополнение 2-го основного экипажа                                                           |            | | | |
| 23                                                                                          | 1987-07-29 | Расстыковка | «Союз ТМ-2» (2-й пилотируемый)                                                                                                   | Лавейкин, Викторенко; · Фарис Сирия · (2-й основной, 1-й гостевой, 1-й международный)                                             |
|                                                                                             |            | Состояние на орбите: комплекс «Мир» (Базовый модуль + «Квант-1»)-«Союз ТМ-3»: экипаж Романенко, Александров | | |
| 24                                                                                          | 1987-07-30 | Расстыковка | «Союз ТМ-3» (3-й пилотируемый)                                                                                                   | Романенко, Александров (2-й основной)                                                                                             |
|                                                                                             |            | Состояние на орбите: комплекс «Мир» (Базовый модуль + «Квант-1»): без экипажа | | |
| 25                                                                                          | 1987-07-30 | Стыковка | «Союз ТМ-3» (3-й пилотируемый)                                                                                                   | Романенко, Александров (2-й основной)                                                                                             |
|                                                                                             |            | Состояние на орбите: комплекс «Мир» (Базовый модуль + «Квант-1»)-«Союз ТМ-3»: экипаж Романенко, Александров | | |
| 26                                                                                          | 1987-08-05 | Стыковка | «Прогресс-31» (7-й грузовой) | — |
|                                                                                             |            | Состояние на орбите: комплекс «Мир» (Базовый модуль + «Квант-1»)-«Союз ТМ-3»-«Прогресс-31»: экипаж Романенко, Александров | | |
| 27                                                                                          | 1987-09-21 | Расстыковка | «Прогресс-31» (7-й грузовой) | — |
|                                                                                             |            | Состояние на орбите: комплекс «Мир» (Базовый модуль + «Квант-1»)-«Союз ТМ-3»: экипаж Романенко, Александров | | |
| 28                                                                                          | 1987-09-26 | Стыковка | «Прогресс-32» (8-й грузовой) | — |
|                                                                                             |            | Состояние на орбите: комплекс «Мир» (Базовый модуль + «Квант-1»)-«Союз ТМ-3»-«Прогресс-32»: экипаж Романенко, Александров | | |
| 29                                                                                          | 1987-11-10 | Расстыковка | «Прогресс-32» (8-й грузовой) | — |
|                                                                                             |            | Состояние на орбите: комплекс «Мир» (Базовый модуль + «Квант-1»)-«Союз ТМ-3»: экипаж Романенко, Александров | | |
| 30                                                                                          | 1987-11-10 | Стыковка | «Прогресс-32» (8-й грузовой) | — |
|                                                                                             |            | Состояние на орбите: комплекс «Мир» (Базовый модуль + «Квант-1»)-«Союз ТМ-3»-«Прогресс-32»: экипаж Романенко, Александров | | |
| 31                                                                                          | 1987-09-17 | Расстыковка | «Прогресс-32» (8-й грузовой) | — |
|                                                                                             |            | Состояние на орбите: комплекс «Мир» (Базовый модуль + «Квант-1»)-«Союз ТМ-3»: экипаж Романенко, Александров | | |
| 32                                                                                          | 1987-11-23 | Стыковка | «Прогресс-33» (9-й грузовой) | — |
|                                                                                             |            | Состояние на орбите: комплекс «Мир» (Базовый модуль + «Квант-1»)-«Союз ТМ-3»-«Прогресс-33»: экипаж Романенко, Александров | | |
| 33                                                                                          | 1987-12-19 | Расстыковка | «Прогресс-33» (9-й грузовой) | — |
|                                                                                             |            | Состояние на орбите: комплекс «Мир» (Базовый модуль + «Квант-1»)-«Союз ТМ-3»: экипаж Романенко, Александров | | |
| 34                                                                                          | 1987-12-23 | Стыковка | «Союз ТМ-4» (4-й пилотируемый)                                                                                                   | Титов, Манаров, Левченко (3-й основной, 2-й гостевой)                                                                             |
|                                                                                             |            | Состояние на орбите: комплекс «Мир» (Базовый модуль + «Квант-1»)-«Союз ТМ-3»-«Союз ТМ-4»: экипаж Романенко, Александров; Титов, Манаров, Левченко | | |
| 3-й основной экипаж                                                                         |            | | | |
| 35                                                                                          | 1987-12-29 | Расстыковка | «Союз ТМ-3» (3-й пилотируемый)                                                                                                   | Романенко, Александров, Левченко (2-й основной, 2-й гостевой)                                                                     |
|                                                                                             |            | Состояние на орбите: комплекс «Мир» (Базовый модуль + «Квант-1»)-«Союз ТМ-4»: экипаж Титов, Манаров | | |
| 36                                                                                          | 1987-12-30 | Расстыковка | «Союз ТМ-4» (4-й пилотируемый)                                                                                                   | Титов, Манаров (3-й основной) |
|                                                                                             |            | Состояние на орбите: комплекс «Мир» (Базовый модуль + «Квант-1»): без экипажа | | |
| 37                                                                                          | 1987-12-30 | Стыковка | «Союз ТМ-4» (4-й пилотируемый)                                                                                                   | Титов, Манаров (3-й основной) |
|                                                                                             |            | Состояние на орбите: комплекс «Мир» (Базовый модуль + «Квант-1»)-«Союз ТМ-4»: экипаж Титов, Манаров | | |
| 38                                                                                          | 1988-01-23 | Стыковка | «Прогресс-34» (10-й грузовой) | — |
|                                                                                             |            | Состояние на орбите: комплекс «Мир» (Базовый модуль + «Квант-1»)-«Союз ТМ-4»-«Прогресс-34»: экипаж Титов, Манаров | | |
| 39                                                                                          | 1988-03-04 | Расстыковка | «Прогресс-34» (10-й грузовой) | — |
|                                                                                             |            | Состояние на орбите: комплекс «Мир» (Базовый модуль + «Квант-1»)-«Союз ТМ-4»: экипаж Титов, Манаров | | |
| 40                                                                                          | 1988-03-25 | Стыковка | «Прогресс-35» (11-й грузовой) | — |
|                                                                                             |            | Состояние на орбите: комплекс «Мир» (Базовый модуль + «Квант-1»)-«Союз ТМ-4»-«Прогресс-35»: экипаж Титов, Манаров | | |
| 41                                                                                          | 1988-05-05 | Расстыковка | «Прогресс-35» (11-й грузовой) | — |
|                                                                                             |            | Состояние на орбите: комплекс «Мир» (Базовый модуль + «Квант-1»)-«Союз ТМ-4»: экипаж Титов, Манаров | | |
| 42                                                                                          | 1988-05-15 | Стыковка | «Прогресс-36» (12-й грузовой) | — |
|                                                                                             |            | Состояние на орбите: комплекс «Мир» (Базовый модуль + «Квант-1»)-«Союз ТМ-4»-«Прогресс-36»: экипаж Титов, Манаров | | |
| 43                                                                                          | 1988-06-05 | Расстыковка | «Прогресс-36» (12-й грузовой) | — |
|                                                                                             |            | Состояние на орбите: комплекс «Мир» (Базовый модуль + «Квант-1»)-«Союз ТМ-4»: экипаж Титов, Манаров | | |
| 44                                                                                          | 1988-06-09 | Стыковка | «Союз ТМ-5» (5-й пилотируемый)                                                                                                   | Соловьёв, Савиных · Александров Болгария · (3-й гостевой, 2-й международный)                                                      |
|                                                                                             |            | Состояние на орбите: комплекс «Мир» (Базовый модуль + «Квант-1»)-«Союз ТМ-4»-«Союз ТМ-5»: экипаж Титов, Манаров; Соловьёв, Савиных; Александров Болгария | | |
| 45                                                                                          | 1988-06-17 | Расстыковка | «Союз ТМ-4» (4-й пилотируемый)                                                                                                   | Соловьёв, Савиных; · Александров Болгария · (3-й гостевой, 2-й международный)                                                     |
|                                                                                             |            | Состояние на орбите: комплекс «Мир» (Базовый модуль + «Квант-1»)-«Союз ТМ-5»: экипаж Титов, Манаров | | |
| 46                                                                                          | 1987-06-18 | Расстыковка | «Союз ТМ-5» (5-й пилотируемый)                                                                                                   | Титов, Манаров (3-й основной) |
|                                                                                             |            | Состояние на орбите: комплекс «Мир» (Базовый модуль + «Квант-1»): без экипажа | | |
| 47                                                                                          | 1987-06-18 | Стыковка | «Союз ТМ-5» (5-й пилотируемый)                                                                                                   | Титов, Манаров (3-й основной) |
|                                                                                             |            | Состояние на орбите: комплекс «Мир» (Базовый модуль + «Квант-1»)-«Союз ТМ-5»: экипаж Титов, Манаров | | |
| 48                                                                                          | 1988-07-20 | Стыковка | «Прогресс-37» (13-й грузовой) | — |
|                                                                                             |            | Состояние на орбите: комплекс «Мир» (Базовый модуль + «Квант-1»)-«Союз ТМ-5»-«Прогресс-37»: экипаж Титов, Манаров | | |
| 49                                                                                          | 1988-08-12 | Расстыковка | «Прогресс-37» (13-й грузовой) | — |
|                                                                                             |            | Состояние на орбите: комплекс «Мир» (Базовый модуль + «Квант-1»)-«Союз ТМ-5»: экипаж Титов, Манаров | | |
| 50                                                                                          | 1988-08-31 | Стыковка | «Союз ТМ-6» (6-й пилотируемый)                                                                                                   | Ляхов, Поляков; · Моманд Афганистан · (3-йосновной, 4-й гостевой, 3-й международный)                                              |
|                                                                                             |            | Состояние на орбите: комплекс «Мир» (Базовый модуль + «Квант-1»)-«Союз ТМ-5»-«Союз ТМ-6»: экипаж Титов, Манаров; Ляхов, Поляков; Моманд Афганистан | | |
| 51                                                                                          | 1987-09-05 | Расстыковка | «Союз ТМ-5» (5-й пилотируемый)                                                                                                   | Ляхов; · Моманд Афганистан · (4-й гостевой, 3-й международный)                                                                    |
|                                                                                             |            | Состояние на орбите: комплекс «Мир» (Базовый модуль + «Квант-1»)-«Союз ТМ-6»: экипаж Титов, Манаров, Поляков | | |
| 52                                                                                          | 1987-09-08 | Расстыковка | «Союз ТМ-6» (6-й пилотируемый)                                                                                                   | Титов, Манаров, Поляков (3-й основной)                                                                                            |
|                                                                                             |            | Состояние на орбите: комплекс «Мир» (Базовый модуль + «Квант-1»): без экипажа | | |
| 53                                                                                          | 1987-09-08 | Стыковка | «Союз ТМ-6» (6-й пилотируемый)                                                                                                   | Титов, Манаров, Поляков (3-й основной)                                                                                            |
|                                                                                             |            | Состояние на орбите: комплекс «Мир» (Базовый модуль + «Квант-1»)-«Союз ТМ-6»: экипаж Титов, Манаров, Поляков | | |
| 54                                                                                          | 1988-09-12 | Стыковка | «Прогресс-38» (14-й грузовой) | — |
|                                                                                             |            | Состояние на орбите: комплекс «Мир» (Базовый модуль + «Квант-1»)-«Союз ТМ-6»-«Прогресс-38»: экипаж Титов, Манаров, Поляков | | |
| 55                                                                                          | 1988-11-23 | Расстыковка | «Прогресс-38» (14-й грузовой) | — |
|                                                                                             |            | Состояние на орбите: комплекс «Мир» (Базовый модуль + «Квант-1»)-«Союз ТМ-6»: экипаж Титов, Манаров, Поляков | | |
| 56                                                                                          | 1988-11-28 | Стыковка | «Союз ТМ-7» (7-й пилотируемый)                                                                                                   | Волков, Крикалёв; · Кретьен Франция · (4-й основной, 5-й гостевой, 4-й международный)                                             |
|                                                                                             |            | Состояние на орбите: комплекс «Мир» (Базовый модуль + «Квант-1»)-«Союз ТМ-6»-«Союз ТМ-7»: экипаж Титов, Манаров, Поляков; Волков, Крикалёв, Кретьен Франция | | |
| 4-й основной экипаж                                                                         |            | | | |
| 57                                                                                          | 1988-12-21 | Расстыковка | «Союз ТМ-6» (6-й пилотируемый)                                                                                                   | Титов, Манаров; · Кретьен Франция · (3-й основной, 5-й гостевой, 4-й международный)                                               |
|                                                                                             |            | Состояние на орбите: комплекс «Мир» (Базовый модуль + «Квант-1»)-«Союз ТМ-7»: экипаж Поляков, Волков, Крикалёв | | |
| 58                                                                                          | 1988-12-22 | Расстыковка | «Союз ТМ-7» (7-й пилотируемый)                                                                                                   | Поляков, Волков, Крикалёв (4-й основной)                                                                                          |
|                                                                                             |            | Состояние на орбите: комплекс «Мир» (Базовый модуль + «Квант-1»): без экипажа | | |
| 59                                                                                          | 1988-12-22 | Стыковка | «Союз ТМ-7» (7-й пилотируемый)                                                                                                   | Поляков, Волков, Крикалёв (4-й основной)                                                                                          |
|                                                                                             |            | Состояние на орбите: комплекс «Мир» (Базовый модуль + «Квант-1»)-«Союз ТМ-7»: экипаж Поляков, Волков, Крикалёв | | |
| 60                                                                                          | 1988-12-27 | Стыковка | «Прогресс-39» (15-й грузовой) | — |
|                                                                                             |            | Состояние на орбите: комплекс «Мир» (Базовый модуль + «Квант-1»)-«Союз ТМ-7»-«Прогресс-39»: экипаж Поляков, Волков, Крикалёв | | |
| 61                                                                                          | 1989-02-07 | Расстыковка | «Прогресс-39» (15-й грузовой) | — |
|                                                                                             |            | Состояние на орбите: комплекс «Мир» (Базовый модуль + «Квант-1»)-«Союз ТМ-7»: экипаж Поляков, Волков, Крикалёв | | |
| 62                                                                                          | 1989-02-12 | Стыковка | «Прогресс-40» (16-й грузовой) | — |
|                                                                                             |            | Состояние на орбите: комплекс «Мир» (Базовый модуль + «Квант-1»)-«Союз ТМ-7»-«Прогресс-40»: экипаж Поляков, Волков, Крикалёв | | |
| 63                                                                                          | 1989-03-03 | Расстыковка | «Прогресс-40» (16-й грузовой) | — |
|                                                                                             |            | Состояние на орбите: комплекс «Мир» (Базовый модуль + «Квант-1»)-«Союз ТМ-7»: экипаж Поляков, Волков, Крикалёв | | |
| 64                                                                                          | 1989-03-18 | Стыковка | «Прогресс-41» (17-й грузовой) | — |
|                                                                                             |            | Состояние на орбите: комплекс «Мир» (Базовый модуль + «Квант-1»)-«Союз ТМ-7»-«Прогресс-41»: экипаж Поляков, Волков, Крикалёв | | |
| 65                                                                                          | 1989-04-21 | Расстыковка | «Прогресс-41» (17-й грузовой) | — |
|                                                                                             |            | Состояние на орбите: комплекс «Мир» (Базовый модуль + «Квант-1»)-«Союз ТМ-7»: экипаж Поляков, Волков, Крикалёв | | |
| 66                                                                                          | 1989-04-26 | Расстыковка | «Союз ТМ-7» (7-й пилотируемый)                                                                                                   | Поляков, Волков, Крикалёв (4-й основной)                                                                                          |
|                                                                                             |            | Состояние на орбите: комплекс «Мир» (Базовый модуль + «Квант-1»): без экипажа | | |
| 5-й основной экипаж                                                                         |            | | | |
| 67                                                                                          | 1989-08-25 | Стыковка | «Прогресс М-1» (18-й грузовой)                                                                                                   | — |
|                                                                                             |            | Состояние на орбите: комплекс «Мир» (Базовый модуль + «Квант-1»)-«Прогресс М-1»: без экипажа | | |
| 68                                                                                          | 1989-09-07 | Стыковка | «Союз ТМ-8» (8-й пилотируемый)                                                                                                   | Викторенко, Серебров (5-й основной)                                                                                               |
|                                                                                             |            | Состояние на орбите: комплекс «Мир» (Базовый модуль + «Квант-1»)-«Прогресс М-1»-«Союз ТМ-8»: экипаж Викторенко, Серебров | | |
| 69                                                                                          | 1989-12-01 | Расстыковка | «Прогресс М-1» (18-й грузовой)                                                                                                   | — |
|                                                                                             |            | Состояние на орбите: комплекс «Мир» (Базовый модуль + «Квант-1»)-«Союз ТМ-8»: экипаж Викторенко, Серебров | | |
| 70                                                                                          | 1989-12-06 | Стыковка | Модуль «Квант-2» | — |
|                                                                                             |            | Состояние на орбите: комплекс «Мир» (Базовый модуль + «Квант-1»)-«Союз ТМ-8»-«Квант-2»: экипаж Викторенко, Серебров | | |
| 71                                                                                          | 1989-12-08 | Расстыковка | Модуль «Квант-2» | — |
|                                                                                             |            | Состояние на орбите: комплекс «Мир» (Базовый модуль + «Квант-1»)-«Союз ТМ-8»: экипаж Викторенко, Серебров | | |
| 72                                                                                          | 1989-12-08 | Стыковка | Модуль «Квант-2» | — |
|                                                                                             |            | Состояние на орбите: комплекс «Мир» (Базовый модуль + «Квант-1» + «Квант-2»)-«Союз ТМ-8»: экипаж Викторенко, Серебров | | |
| 73                                                                                          | 1989-12-12 | Расстыковка | «Союз ТМ-8» (8-й пилотируемый)                                                                                                   | Викторенко, Серебров (5-й основной)                                                                                               |
|                                                                                             |            | Состояние на орбите: комплекс «Мир» (Базовый модуль + «Квант-1» + «Квант-2»): без экипажа | | |
| 74                                                                                          | 1989-12-12 | Стыковка | «Союз ТМ-8» (8-й пилотируемый)                                                                                                   | Викторенко, Серебров (5-й основной)                                                                                               |
|                                                                                             |            | Состояние на орбите: комплекс «Мир» (Базовый модуль + «Квант-1» + «Квант-2»)-«Союз ТМ-8»: экипаж Викторенко, Серебров | | |
| 75                                                                                          | 1989-12-22 | Стыковка | «Прогресс М-2» (19-й грузовой)                                                                                                   | — |
|                                                                                             |            | Состояние на орбите: комплекс «Мир» (Базовый модуль + «Квант-1» + «Квант-2»)-«Союз ТМ-8»-«Прогресс М-2»: экипаж Викторенко, Серебров | | |
| 76                                                                                          | 1990-02-09 | Расстыковка | «Прогресс М-2» (19-й грузовой)                                                                                                   | — |
|                                                                                             |            | Состояние на орбите: комплекс «Мир» (Базовый модуль + «Квант-1» + «Квант-2»)-«Союз ТМ-8»: экипаж Викторенко, Серебров | | |
| 77                                                                                          | 1990-02-13 | Стыковка | «Союз ТМ-9» (9-й пилотируемый)                                                                                                   | Соловьёв, Баландин (6-й основной)                                                                                                 |
|                                                                                             |            | Состояние на орбите: комплекс «Мир» (Базовый модуль + «Квант-1» + «Квант-2»)-«Союз ТМ-8»-«Союз ТМ-9»: экипаж Викторенко, Серебров; Соловьёв, Баландин | | |
| 6-й основной экипаж                                                                         |            | | | |
| 78                                                                                          | 1990-02-19 | Расстыковка | «Союз ТМ-8» (8-й пилотируемый)                                                                                                   | Викторенко, Серебров (5-й основной)                                                                                               |
|                                                                                             |            | Состояние на орбите: комплекс «Мир» (Базовый модуль + «Квант-1» + «Квант-2»)-«Союз ТМ-9»: экипаж Соловьёв, Баландин | | |
| 79                                                                                          | 1990-02-21 | Расстыковка | «Союз ТМ-9» (9-й пилотируемый)                                                                                                   | Соловьёв, Баландин (6-й основной)                                                                                                 |
|                                                                                             |            | Состояние на орбите: комплекс «Мир» (Базовый модуль + «Квант-1» + «Квант-2»): без экипажа | | |
| 80                                                                                          | 1990-02-21 | Стыковка | «Союз ТМ-9» (9-й пилотируемый)                                                                                                   | Соловьёв, Баландин (6-й основной)                                                                                                 |
|                                                                                             |            | Состояние на орбите: комплекс «Мир» (Базовый модуль + «Квант-1» + «Квант-2»)-«Союз ТМ-9»: экипаж Соловьёв, Баландин | | |
| 81                                                                                          | 1990-03-03 | Стыковка | «Прогресс М-3» (20-й грузовой)                                                                                                   | — |
|                                                                                             |            | Состояние на орбите: комплекс «Мир» (Базовый модуль + «Квант-1» + «Квант-2»)-«Союз ТМ-9»-«Прогресс М-3»: экипаж Соловьёв, Баландин | | |
| 82                                                                                          | 1990-04-27 | Расстыковка | «Прогресс М-3» (20-й грузовой)                                                                                                   | — |
|                                                                                             |            | Состояние на орбите: комплекс «Мир» (Базовый модуль + «Квант-1» + «Квант-2»)-«Союз ТМ-9»: экипаж Соловьёв, Баландин | | |
| 83                                                                                          | 1990-05-07 | Стыковка | «Прогресс-42» (21-й грузовой) | — |
|                                                                                             |            | Состояние на орбите: комплекс «Мир» (Базовый модуль + «Квант-1» + «Квант-2»)-«Союз ТМ-9»-«Прогресс-42»: экипаж Соловьёв, Баландин | | |
| 84                                                                                          | 1990-05-27 | Расстыковка | «Прогресс-42» (21-й грузовой) | — |
|                                                                                             |            | Состояние на орбите: комплекс «Мир» (Базовый модуль + «Квант-1» + «Квант-2»)-«Союз ТМ-9»: экипаж Соловьёв, Баландин | | |
| 85                                                                                          | 1990-05-28 | Расстыковка | «Союз ТМ-9» (9-й пилотируемый)                                                                                                   | Соловьёв, Баландин (6-й основной)                                                                                                 |
|                                                                                             |            | Состояние на орбите: комплекс «Мир» (Базовый модуль + «Квант-1» + «Квант-2»): без экипажа | | |
| 86                                                                                          | 1990-05-28 | Стыковка | «Союз ТМ-9» (9-й пилотируемый)                                                                                                   | Соловьёв, Баландин (6-й основной)                                                                                                 |
|                                                                                             |            | Состояние на орбите: комплекс «Мир» (Базовый модуль + «Квант-1» + «Квант-2»)-«Союз ТМ-9»: экипаж Соловьёв, Баландин | | |
| 87                                                                                          | 1990-06-10 | Стыковка | Модуль «Кристалл» | — |
|                                                                                             |            | Состояние на орбите: комплекс «Мир» (Базовый модуль + «Квант-1» + «Квант-2»)-«Союз ТМ-9»-«Кристалл»: экипаж Викторенко, Серебров | | |
| 88                                                                                          | 1990-06-11 | Расстыковка | Модуль «Кристалл» | — |
|                                                                                             |            | Состояние на орбите: комплекс «Мир» (Базовый модуль + «Квант-1» + «Квант-2»)-«Союз ТМ-9»: экипаж Викторенко, Серебров | | |
| 89                                                                                          | 1990-06-11 | Стыковка | Модуль «Кристалл» | — |
|                                                                                             |            | Состояние на орбите: комплекс «Мир» (Базовый модуль + «Квант-1» + «Квант-2» + «Кристалл»)-«Союз ТМ-9»: экипаж Викторенко, Серебров | | |
| 90                                                                                          | 1990-07-03 | Расстыковка | «Союз ТМ-9» (9-й пилотируемый)                                                                                                   | Соловьёв, Баландин (6-й основной)                                                                                                 |
|                                                                                             |            | Состояние на орбите: комплекс «Мир» (Базовый модуль + «Квант-1» + «Квант-2» + «Кристалл»): без экипажа | | |
| 91                                                                                          | 1990-07-03 | Стыковка | «Союз ТМ-9» (9-й пилотируемый)                                                                                                   | Соловьёв, Баландин (6-й основной)                                                                                                 |
|                                                                                             |            | Состояние на орбите: комплекс «Мир» (Базовый модуль + «Квант-1» + «Квант-2» + «Кристалл»)-«Союз ТМ-9»: экипаж Соловьёв, Баландин | | |
| 92                                                                                          | 1990-08-03 | Стыковка | «Союз ТМ-10» (10-й пилотируемый)                                                                                                 | Манаков, Стрекалов (7-й основной)                                                                                                 |
|                                                                                             |            | Состояние на орбите: комплекс «Мир» (Базовый модуль + «Квант-1» + «Квант-2» + «Кристалл»)-«Союз ТМ-9»-«Союз ТМ-10»: экипаж Соловьёв, Баландин; Манаков, Стрекалов | | |
| 7-й основной экипаж                                                                         |            | | | |
| 93                                                                                          | 1990-08-09 | Расстыковка | «Союз ТМ-9» (9-й пилотируемый)                                                                                                   | Соловьёв, Баландин (6-й основной)                                                                                                 |
|                                                                                             |            | Состояние на орбите: комплекс «Мир» (Базовый модуль + «Квант-1» + «Квант-2» + «Кристалл»)-«Союз ТМ-10»: экипаж Манаков, Стрекалов | | |
| 94                                                                                          | 1990-08-17 | Стыковка | «Прогресс М-4» (22-й грузовой)                                                                                                   | — |
|                                                                                             |            | Состояние на орбите: комплекс «Мир» (Базовый модуль + «Квант-1» + «Квант-2» + «Кристалл»)-«Союз ТМ-10»-«Прогресс М-4»: экипаж Манаков, Стрекалов | | |
| 95                                                                                          | 1990-09-17 | Расстыковка | «Прогресс М-4» (22-й грузовой)                                                                                                   | — |
|                                                                                             |            | Состояние на орбите: комплекс «Мир» (Базовый модуль + «Квант-1» + «Квант-2» + «Кристалл»)-«Союз ТМ-10»: экипаж Манаков, Стрекалов | | |
| 96                                                                                          | 1990-09-29 | Стыковка | «Прогресс М-5» (23-й грузовой)                                                                                                   | — |
|                                                                                             |            | Состояние на орбите: комплекс «Мир» (Базовый модуль + «Квант-1» + «Квант-2» + «Кристалл»)-«Союз ТМ-10»-«Прогресс М-5»: экипаж Манаков, Стрекалов | | |
| 97                                                                                          | 1990-11-28 | Расстыковка | «Прогресс М-5» (23-й грузовой)                                                                                                   | — |
|                                                                                             |            | Состояние на орбите: комплекс «Мир» (Базовый модуль + «Квант-1» + «Квант-2» + «Кристалл»)-«Союз ТМ-10»: экипаж Манаков, Стрекалов | | |
| 98                                                                                          | 1990-12-04 | Стыковка | «Союз ТМ-11» (11-й пилотируемый)                                                                                                 | Афанасьев, Манаров; · Акияма Япония · (8-й основной, 6-й гостевой, 5-й международный)                                             |
|                                                                                             |            | Состояние на орбите: комплекс «Мир» (Базовый модуль + «Квант-1» + «Квант-2» + «Кристалл»)-«Союз ТМ-10»-«Союз ТМ-11»: экипаж Манаков, Стрекалов; Афанасьев, Манаров; Акияма Япония | | |
| 8-й основной экипаж                                                                         |            | | | |
| 99                                                                                          | 1990-12-10 | Расстыковка | «Союз ТМ-10» (10-й пилотируемый)                                                                                                 | Манаков, Стрекалов; · Акияма Япония · (7-й основной, 6-й гостевой, 5-й международный)                                             |
|                                                                                             |            | Состояние на орбите: комплекс «Мир» (Базовый модуль + «Квант-1» + «Квант-2» + «Кристалл»)-«Союз ТМ-11»: экипаж Афанасьев, Манаров | | |
| 100                                                                                         | 1991-01-16 | Стыковка | «Прогресс М-6» (24-й грузовой)                                                                                                   | — |
|                                                                                             |            | Состояние на орбите: комплекс «Мир» (Базовый модуль + «Квант-1» + «Квант-2» + «Кристалл»)-«Союз ТМ-11»-«Прогресс М-6»: экипаж Афанасьев, Манаров | | |
| 101                                                                                         | 1991-03-15 | Расстыковка | «Прогресс М-6» (24-й грузовой)                                                                                                   | — |
|                                                                                             |            | Состояние на орбите: комплекс «Мир» (Базовый модуль + «Квант-1» + «Квант-2» + «Кристалл»)-«Союз ТМ-11»: экипаж Афанасьев, Манаров | | |
| 102                                                                                         | 1991-03-26 | Расстыковка | «Союз ТМ-11» (11-й пилотируемый)                                                                                                 | Афанасьев, Манаров (8-й основной)                                                                                                 |
|                                                                                             |            | Состояние на орбите: комплекс «Мир» (Базовый модуль + «Квант-1» + «Квант-2» + «Кристалл»): без экипажа | | |
| 103                                                                                         | 1991-03-26 | Стыковка | «Союз ТМ-11» (11-й пилотируемый)                                                                                                 | Афанасьев, Манаров (8-й основной)                                                                                                 |
|                                                                                             |            | Состояние на орбите: комплекс «Мир» (Базовый модуль + «Квант-1» + «Квант-2» + «Кристалл»)-«Союз ТМ-11»: экипаж Афанасьев, Манаров | | |
| 104                                                                                         | 1991-03-28 | Стыковка | «Прогресс М-7» (25-й грузовой)                                                                                                   | — |
|                                                                                             |            | Состояние на орбите: комплекс «Мир» (Базовый модуль + «Квант-1» + «Квант-2» + «Кристалл»)-«Союз ТМ-11»-«Прогресс М-7»: экипаж Афанасьев, Манаров | | |
| 105                                                                                         | 1991-05-06 | Расстыковка | «Прогресс М-7» (25-й грузовой)                                                                                                   | — |
|                                                                                             |            | Состояние на орбите: комплекс «Мир» (Базовый модуль + «Квант-1» + «Квант-2» + «Кристалл»)-«Союз ТМ-11»: экипаж Афанасьев, Манаров | | |
| 106                                                                                         | 1991-05-20 | Стыковка | «Союз ТМ-12» (12-й пилотируемый)                                                                                                 | Арцебарский, Крикалёв; · Шармен Великобритания · (9-й основной, 7-й гостевой, 6-й международный)                                  |
|                                                                                             |            | Состояние на орбите: комплекс «Мир» (Базовый модуль + «Квант-1» + «Квант-2» + «Кристалл»)-«Союз ТМ-11»-«Союз ТМ-12»: экипаж Афанасьев, Манаров; Арцебарский, Крикалёв; Шармен Великобритания                                                                                                 | | |
| 9-й основной экипаж                                                                         |            | | | |
| 107                                                                                         | 1991-05-26 | Расстыковка | «Союз ТМ-11» (11-й пилотируемый)                                                                                                 | Афанасьев, Манаров; · Шармен Великобритания · (8-й основной, 7-й гостевой, 6-й международный)                                     |
|                                                                                             |            | Состояние на орбите: комплекс «Мир» (Базовый модуль + «Квант-1» + «Квант-2» + «Кристалл»)-«Союз ТМ-12»: экипаж Арцебарский, Крикалёв | | |
| 108                                                                                         | 1991-05-28 | Расстыковка | «Союз ТМ-12» (12-й пилотируемый)                                                                                                 | Арцебарский, Крикалёв (9-й основной)                                                                                              |
|                                                                                             |            | Состояние на орбите: комплекс «Мир» (Базовый модуль + «Квант-1» + «Квант-2» + «Кристалл»): без экипажа | | |
| 109                                                                                         | 1991-05-28 | Стыковка | «Союз ТМ-12» (12-й пилотируемый)                                                                                                 | Арцебарский, Крикалёв (9-й основной)                                                                                              |
|                                                                                             |            | Состояние на орбите: комплекс «Мир» (Базовый модуль + «Квант-1» + «Квант-2» + «Кристалл»)-«Союз ТМ-12»: экипаж Арцебарский, Крикалёв | | |
| 110                                                                                         | 1991-06-01 | Стыковка | «Прогресс М-8» (26-й грузовой)                                                                                                   | — |
|                                                                                             |            | Состояние на орбите: комплекс «Мир» (Базовый модуль + «Квант-1» + «Квант-2» + «Кристалл»)-«Союз ТМ-12»-«Прогресс М-8»: экипаж Арцебарский, Крикалёв | | |
| 111                                                                                         | 1991-08-15 | Расстыковка | «Прогресс М-8» (26-й грузовой)                                                                                                   | — |
|                                                                                             |            | Состояние на орбите: комплекс «Мир» (Базовый модуль + «Квант-1» + «Квант-2» + «Кристалл»)-«Союз ТМ-12»: экипаж Арцебарский, Крикалёв | | |
| 112                                                                                         | 1991-08-23 | Стыковка | «Прогресс М-9» (27-й грузовой)                                                                                                   | — |
|                                                                                             |            | Состояние на орбите: комплекс «Мир» (Базовый модуль + «Квант-1» + «Квант-2» + «Кристалл»)-«Союз ТМ-12»-«Прогресс М-9»: экипаж Арцебарский, Крикалёв | | |
| 113                                                                                         | 1991-09-30 | Расстыковка | «Прогресс М-9» (27-й грузовой)                                                                                                   | — |
|                                                                                             |            | Состояние на орбите: комплекс «Мир» (Базовый модуль + «Квант-1» + «Квант-2» + «Кристалл»)-«Союз ТМ-12»: экипаж Арцебарский, Крикалёв | | |
| 114                                                                                         | 1991-10-04 | Стыковка | «Союз ТМ-13» (13-й пилотируемый)                                                                                                 | Волков, Аубакиров; · Фибёк Австрия · (10-й основной, 8-й гостевой, 7-й международный)                                             |
|                                                                                             |            | Состояние на орбите: комплекс «Мир» (Базовый модуль + «Квант-1» + «Квант-2» + «Кристалл»)-«Союз ТМ-12»-«Союз ТМ-13»: экипаж Арцебарский, Крикалёв; Волков, Аубакиров; Фибёк Австрия | | |
| 10-й основной экипаж                                                                        |            | | | |
| 115                                                                                         | 1991-10-10 | Расстыковка | «Союз ТМ-12» (12-й пилотируемый)                                                                                                 | Арцебарский, Аубакиров; · Фибёк Австрия · (9-й основной, 8-й гостевой, 7-й международный)                                         |
|                                                                                             |            | Состояние на орбите: комплекс «Мир» (Базовый модуль + «Квант-1» + «Квант-2» + «Кристалл»)-«Союз ТМ-13»: экипаж Крикалёв, Волков | | |
| 116                                                                                         | 1991-10-15 | Расстыковка | «Союз ТМ-13» (13-й пилотируемый)                                                                                                 | Крикалёв, Волков (10-й основной)                                                                                                  |
|                                                                                             |            | Состояние на орбите: комплекс «Мир» (Базовый модуль + «Квант-1» + «Квант-2» + «Кристалл»): без экипажа | | |
| 117                                                                                         | 1991-10-15 | Стыковка | «Союз ТМ-13» (13-й пилотируемый)                                                                                                 | Крикалёв, Волков (10-й основной)                                                                                                  |
|                                                                                             |            | Состояние на орбите: комплекс «Мир» (Базовый модуль + «Квант-1» + «Квант-2» + «Кристалл»)-«Союз ТМ-13»: экипаж Крикалёв, Волков | | |
| 118                                                                                         | 1991-10-21 | Стыковка | «Прогресс М-10» (28-й грузовой)                                                                                                  | — |
|                                                                                             |            | Состояние на орбите: комплекс «Мир» (Базовый модуль + «Квант-1» + «Квант-2» + «Кристалл»)-«Союз ТМ-13»-«Прогресс М-10»: экипаж Крикалёв, Волков | | |
| 119                                                                                         | 1992-01-20 | Расстыковка | «Прогресс М-10» (28-й грузовой)                                                                                                  | — |
|                                                                                             |            | Состояние на орбите: комплекс «Мир» (Базовый модуль + «Квант-1» + «Квант-2» + «Кристалл»)-«Союз ТМ-13»: экипаж Крикалёв, Волков | | |
| 120                                                                                         | 1992-01-27 | Стыковка | «Прогресс М-11» (29-й грузовой)                                                                                                  | — |
|                                                                                             |            | Состояние на орбите: комплекс «Мир» (Базовый модуль + «Квант-1» + «Квант-2» + «Кристалл»)-«Союз ТМ-13»-«Прогресс М-11»: экипаж Крикалёв, Волков | | |
| 121                                                                                         | 1992-03-13 | Расстыковка | «Прогресс М-11» (29-й грузовой)                                                                                                  | — |
|                                                                                             |            | Состояние на орбите: комплекс «Мир» (Базовый модуль + «Квант-1» + «Квант-2» + «Кристалл»)-«Союз ТМ-13»: экипаж Крикалёв, Волков | | |
| 122                                                                                         | 1992-03-14 | Расстыковка | «Союз ТМ-13» (13-й пилотируемый)                                                                                                 | Крикалёв, Волков (10-й основной)                                                                                                  |
|                                                                                             |            | Состояние на орбите: комплекс «Мир» (Базовый модуль + «Квант-1» + «Квант-2» + «Кристалл»): без экипажа | | |
| 123                                                                                         | 1992-03-14 | Стыковка | «Союз ТМ-13» (13-й пилотируемый)                                                                                                 | Крикалёв, Волков (10-й основной)                                                                                                  |
|                                                                                             |            | Состояние на орбите: комплекс «Мир» (Базовый модуль + «Квант-1» + «Квант-2» + «Кристалл»)-«Союз ТМ-13»: экипаж Крикалёв, Волков | | |
| 124                                                                                         | 1992-03-19 | Стыковка | «Союз ТМ-14» (14-й пилотируемый)                                                                                                 | Викторенко, Калери; · Фладе Германия · (11-й основной, 9-й гостевой, 8-й международный)                                           |
|                                                                                             |            | Состояние на орбите: комплекс «Мир» (Базовый модуль + «Квант-1» + «Квант-2» + «Кристалл»)-«Союз ТМ-13»-«Союз ТМ-14»: экипаж Крикалёв, Волков; Викторенко, Калери; Фладе Германия | | |
| 11-й основной экипаж                                                                        |            | | | |
| 125                                                                                         | 1992-03-25 | Расстыковка | «Союз ТМ-13» (13-й пилотируемый)                                                                                                 | Крикалёв, Волков; · Фладе Германия · (10-й основной, 9-й гостевой, 8-й международный)                                             |
|                                                                                             |            | Состояние на орбите: комплекс «Мир» (Базовый модуль + «Квант-1» + «Квант-2» + «Кристалл»)-«Союз ТМ-14»: экипаж Викторенко, Калери | | |
| 126                                                                                         | 1992-04-21 | Стыковка | «Прогресс М-12» (30-й грузовой)                                                                                                  | — |
|                                                                                             |            | Состояние на орбите: комплекс «Мир» (Базовый модуль + «Квант-1» + «Квант-2» + «Кристалл»)-«Союз ТМ-14»-«Прогресс М-12»: экипаж Викторенко, Калери | | |
| 127                                                                                         | 1992-06-27 | Расстыковка | «Прогресс М-12» (30-й грузовой)                                                                                                  | — |
|                                                                                             |            | Состояние на орбите: комплекс «Мир» (Базовый модуль + «Квант-1» + «Квант-2» + «Кристалл»)-«Союз ТМ-14»: экипаж Викторенко, Калери | | |
| 128                                                                                         | 1992-07-04 | Стыковка | «Прогресс М-13» (31-й грузовой)                                                                                                  | — |
|                                                                                             |            | Состояние на орбите: комплекс «Мир» (Базовый модуль + «Квант-1» + «Квант-2» + «Кристалл»)-«Союз ТМ-14»-«Прогресс М-13»: экипаж Викторенко, Калери | | |
| 129                                                                                         | 1992-07-24 | Расстыковка | «Прогресс М-13» (31-й грузовой)                                                                                                  | — |
|                                                                                             |            | Состояние на орбите: комплекс «Мир» (Базовый модуль + «Квант-1» + «Квант-2» + «Кристалл»)-«Союз ТМ-14»: экипаж Викторенко, Калери | | |
| 130                                                                                         | 1992-07-29 | Стыковка | «Союз ТМ-15» (15-й пилотируемый)                                                                                                 | Соловьёв, Авдеев; · Тонини Франция · (12-й основной, 10-й гостевой, 9-й международный)                                            |
|                                                                                             |            | Состояние на орбите: комплекс «Мир» (Базовый модуль + «Квант-1» + «Квант-2» + «Кристалл»)-«Союз ТМ-14»-«Союз ТМ-15»: экипаж Викторенко, Калери; Соловьёв, Авдеев; Тонини Франция | | |
| 12-й основной экипаж                                                                        |            | | | |
| 131                                                                                         | 1992-08-09 | Расстыковка | «Союз ТМ-14» (14-й пилотируемый)                                                                                                 | Викторенко, Калери; · Тонини Франция · (11-й основной, 10-й гостевой, 9-й международный)                                          |
|                                                                                             |            | Состояние на орбите: комплекс «Мир» (Базовый модуль + «Квант-1» + «Квант-2» + «Кристалл»)-«Союз ТМ-15»: экипаж Соловьёв, Авдеев | | |
| 132                                                                                         | 1992-08-18 | Стыковка | «Прогресс М-14» (32-й грузовой)                                                                                                  | — |
|                                                                                             |            | Состояние на орбите: комплекс «Мир» (Базовый модуль + «Квант-1» + «Квант-2» + «Кристалл»)-«Союз ТМ-15»-«Прогресс М-14»: экипаж Соловьёв, Авдеев | | |
| 133                                                                                         | 1992-10-21 | Расстыковка | «Прогресс М-14» (32-й грузовой)                                                                                                  | — |
|                                                                                             |            | Состояние на орбите: комплекс «Мир» (Базовый модуль + «Квант-1» + «Квант-2» + «Кристалл»)-«Союз ТМ-15»: экипаж Соловьёв, Авдеев | | |
| 134                                                                                         | 1992-10-29 | Стыковка | «Прогресс М-15» (33-й грузовой)                                                                                                  | — |
|                                                                                             |            | Состояние на орбите: комплекс «Мир» (Базовый модуль + «Квант-1» + «Квант-2» + «Кристалл»)-«Союз ТМ-15»-«Прогресс М-15»: экипаж Соловьёв, Авдеев | | |
| 135                                                                                         | 1993-01-26 | Стыковка | «Союз ТМ-16» (16-й пилотируемый)                                                                                                 | Манаков, Полещук (13-й основной)                                                                                                  |
|                                                                                             |            | Состояние на орбите: комплекс «Мир» (Базовый модуль + «Квант-1» + «Квант-2» + «Кристалл»)-«Союз ТМ-15»-«Прогресс М-15»-«Союз ТМ-16»: экипаж Соловьёв, Авдеев; Манаков, Полещук | | |
| 13-й основной экипаж                                                                        |            | | | |
| 136                                                                                         | 1993-02-01 | Расстыковка | «Союз ТМ-15» (15-й пилотируемый)                                                                                                 | Соловьёв, Авдеев (12-й основной)                                                                                                  |
|                                                                                             |            | Состояние на орбите: комплекс «Мир» (Базовый модуль + «Квант-1» + «Квант-2» + «Кристалл»)-«Прогресс М-15»-«Союз ТМ-16»: экипаж Манаков, Полещук | | |
| 137                                                                                         | 1993-02-04 | Расстыковка | «Прогресс М-15» (33-й грузовой)                                                                                                  | — |
|                                                                                             |            | Состояние на орбите: комплекс «Мир» (Базовый модуль + «Квант-1» + «Квант-2» + «Кристалл»)-«Союз ТМ-16»: экипаж Манаков, Полещук | | |
| 138                                                                                         | 1993-02-23 | Стыковка | «Прогресс М-16» (34-й грузовой)                                                                                                  | — |
|                                                                                             |            | Состояние на орбите: комплекс «Мир» (Базовый модуль + «Квант-1» + «Квант-2» + «Кристалл»)-«Союз ТМ-16»-«Прогресс М-16»: экипаж Манаков, Полещук | | |
| 139                                                                                         | 1993-03-26 | Расстыковка | «Прогресс М-16» (34-й грузовой)                                                                                                  | — |
|                                                                                             |            | Состояние на орбите: комплекс «Мир» (Базовый модуль + «Квант-1» + «Квант-2» + «Кристалл»)-«Союз ТМ-16»: экипаж Манаков, Полещук | | |
| 140                                                                                         | 1993-03-26 | Стыковка | «Прогресс М-16» (34-й грузовой)                                                                                                  | — |
|                                                                                             |            | Состояние на орбите: комплекс «Мир» (Базовый модуль + «Квант-1» + «Квант-2» + «Кристалл»)-«Союз ТМ-16»-«Прогресс М-16»: экипаж Манаков, Полещук | | |
| 141                                                                                         | 1993-03-27 | Расстыковка | «Прогресс М-16» (34-й грузовой)                                                                                                  | — |
|                                                                                             |            | Состояние на орбите: комплекс «Мир» (Базовый модуль + «Квант-1» + «Квант-2» + «Кристалл»)-«Союз ТМ-16»: экипаж Манаков, Полещук | | |
| 142                                                                                         | 1993-04-02 | Стыковка | «Прогресс М-17» (35-й грузовой)                                                                                                  | — |
|                                                                                             |            | Состояние на орбите: комплекс «Мир» (Базовый модуль + «Квант-1» + «Квант-2» + «Кристалл»)-«Союз ТМ-16»-«Прогресс М-17»: экипаж Манаков, Полещук | | |
| 143                                                                                         | 1993-05-24 | Стыковка | «Прогресс М-18» (36-й грузовой)                                                                                                  | — |
|                                                                                             |            | Состояние на орбите: комплекс «Мир» (Базовый модуль + «Квант-1» + «Квант-2» + «Кристалл»)-«Союз ТМ-16»-«Прогресс М-17»-«Прогресс М-18»: экипаж Манаков, Полещук | | |
| 144                                                                                         | 1993-07-03 | Расстыковка | «Прогресс М-18» (36-й грузовой)                                                                                                  | — |
|                                                                                             |            | Состояние на орбите: комплекс «Мир» (Базовый модуль + «Квант-1» + «Квант-2» + «Кристалл»)-«Союз ТМ-16»-«Прогресс М-17»: экипаж Манаков, Полещук | | |
| 145                                                                                         | 1993-07-03 | Стыковка | «Союз ТМ-17» (17-й пилотируемый)                                                                                                 | Циблиев, Серебров; · Эньере Франция · (14-й основной, 11-й гостевой, 10-й международный)                                          |
|                                                                                             |            | Состояние на орбите: комплекс «Мир» (Базовый модуль + «Квант-1» + «Квант-2» + «Кристалл»)-«Союз ТМ-16»-«Прогресс М-17»-«Союз ТМ-17»: экипаж Манаков, Полещук; Циблиев, Серебров; Эньере Франция                                                                                              | | |
| 14-й основной экипаж                                                                        |            | | | |
| 146                                                                                         | 1993-07-22 | Расстыковка | «Союз ТМ-16» (16-й пилотируемый)                                                                                                 | Манаков, Полещук; · Эньере Франция · (13-й основной, 11-й гостевой, 10-й международный)                                           |
|                                                                                             |            | Состояние на орбите: комплекс «Мир» (Базовый модуль + «Квант-1» + «Квант-2» + «Кристалл»)-«Прогресс М-17»-«Союз ТМ-17»: экипаж Циблиев, Серебров | | |
| 147                                                                                         | 1993-08-11 | Расстыковка | «Прогресс М-17» (35-й грузовой)                                                                                                  | — |
|                                                                                             |            | Состояние на орбите: комплекс «Мир» (Базовый модуль + «Квант-1» + «Квант-2» + «Кристалл»)-«Союз ТМ-17»: экипаж Циблиев, Серебров | | |
| 148                                                                                         | 1993-08-13 | Стыковка | «Прогресс М-19» (37-й грузовой)                                                                                                  | — |
|                                                                                             |            | Состояние на орбите: комплекс «Мир» (Базовый модуль + «Квант-1» + «Квант-2» + «Кристалл»)-«Союз ТМ-17»-«Прогресс М-19»: экипаж Циблиев, Серебров | | |
| 149                                                                                         | 1993-10-12 | Расстыковка | «Прогресс М-19» (37-й грузовой)                                                                                                  | — |
|                                                                                             |            | Состояние на орбите: комплекс «Мир» (Базовый модуль + «Квант-1» + «Квант-2» + «Кристалл»)-«Союз ТМ-17»: экипаж Циблиев, Серебров | | |
| 150                                                                                         | 1993-10-13 | Стыковка | «Прогресс М-20» (38-й грузовой)                                                                                                  | — |
|                                                                                             |            | Состояние на орбите: комплекс «Мир» (Базовый модуль + «Квант-1» + «Квант-2» + «Кристалл»)-«Союз ТМ-17»-«Прогресс М-20»: экипаж Циблиев, Серебров | | |
| 151                                                                                         | 1993-11-21 | Расстыковка | «Прогресс М-20» (38-й грузовой)                                                                                                  | — |
|                                                                                             |            | Состояние на орбите: комплекс «Мир» (Базовый модуль + «Квант-1» + «Квант-2» + «Кристалл»)-«Союз ТМ-17»: экипаж Циблиев, Серебров | | |
| 152                                                                                         | 1994-01-10 | Стыковка | «Союз ТМ-18» (18-й пилотируемый)                                                                                                 | Афанасьев, Усачёв, Поляков (15-й основной)                                                                                        |
|                                                                                             |            | Состояние на орбите: комплекс «Мир» (Базовый модуль + «Квант-1» + «Квант-2» + «Кристалл»)-«Союз ТМ-17»-«Союз ТМ-18»: экипаж Циблиев, Серебров; Афанасьев, Усачёв, Поляков | | |
| 15-й основной экипаж                                                                        |            | | | |
| 153                                                                                         | 1994-01-14 | Расстыковка | «Союз ТМ-17» (17-й пилотируемый)                                                                                                 | Циблиев, Серебров (14-й основной)                                                                                                 |
|                                                                                             |            | Состояние на орбите: комплекс «Мир» (Базовый модуль + «Квант-1» + «Квант-2» + «Кристалл»)-«Союз ТМ-18»: экипаж Афанасьев, Усачёв, Поляков | | |
| 154                                                                                         | 1994-01-24 | Расстыковка | «Союз ТМ-18» (18-й пилотируемый)                                                                                                 | Афанасьев, Усачёв, Поляков (15-й основной)                                                                                        |
|                                                                                             |            | Состояние на орбите: комплекс «Мир» (Базовый модуль + «Квант-1» + «Квант-2» + «Кристалл»): без экипажа | | |
| 155                                                                                         | 1994-01-24 | Стыковка | «Союз ТМ-18» (18-й пилотируемый)                                                                                                 | Афанасьев, Усачёв, Поляков (15-й основной)                                                                                        |
|                                                                                             |            | Состояние на орбите: комплекс «Мир» (Базовый модуль + «Квант-1» + «Квант-2» + «Кристалл»)-«Союз ТМ-18»: экипаж Афанасьев, Усачёв, Поляков | | |
| 156                                                                                         | 1994-01-30 | Стыковка | «Прогресс М-21» (39-й грузовой)                                                                                                  | — |
|                                                                                             |            | Состояние на орбите: комплекс «Мир» (Базовый модуль + «Квант-1» + «Квант-2» + «Кристалл»)-«Союз ТМ-18»-«Прогресс М-21»: экипаж Афанасьев, Усачёв, Поляков | | |
| 157                                                                                         | 1994-03-23 | Расстыковка | «Прогресс М-21» (39-й грузовой)                                                                                                  | — |
|                                                                                             |            | Состояние на орбите: комплекс «Мир» (Базовый модуль + «Квант-1» + «Квант-2» + «Кристалл»)-«Союз ТМ-18»: экипаж Афанасьев, Усачёв, Поляков | | |
| 158                                                                                         | 1994-03-24 | Стыковка | «Прогресс М-22» (40-й грузовой)                                                                                                  | — |
|                                                                                             |            | Состояние на орбите: комплекс «Мир» (Базовый модуль + «Квант-1» + «Квант-2» + «Кристалл»)-«Союз ТМ-18»-«Прогресс М-22»: экипаж Афанасьев, Усачёв, Поляков | | |
| 159                                                                                         | 1994-05-23 | Расстыковка | «Прогресс М-22» (40-й грузовой)                                                                                                  | — |
|                                                                                             |            | Состояние на орбите: комплекс «Мир» (Базовый модуль + «Квант-1» + «Квант-2» + «Кристалл»)-«Союз ТМ-18»: экипаж Афанасьев, Усачёв, Поляков | | |
| 160                                                                                         | 1994-05-24 | Стыковка | «Прогресс М-23» (41-й грузовой)                                                                                                  | — |
|                                                                                             |            | Состояние на орбите: комплекс «Мир» (Базовый модуль + «Квант-1» + «Квант-2» + «Кристалл»)-«Союз ТМ-18»-«Прогресс М-23»: экипаж Афанасьев, Усачёв, Поляков | | |
| 161                                                                                         | 1994-07-02 | Расстыковка | «Прогресс М-23» (41-й грузовой)                                                                                                  | — |
|                                                                                             |            | Состояние на орбите: комплекс «Мир» (Базовый модуль + «Квант-1» + «Квант-2» + «Кристалл»)-«Союз ТМ-18»: экипаж Афанасьев, Усачёв, Поляков | | |
| 162                                                                                         | 1994-07-03 | Стыковка | «Союз ТМ-19» (19-й пилотируемый)                                                                                                 | Маленченко, Мусабаев (16-й основной)                                                                                              |
|                                                                                             |            | Состояние на орбите: комплекс «Мир» (Базовый модуль + «Квант-1» + «Квант-2» + «Кристалл»)-«Союз ТМ-18»-«Союз ТМ-19»: экипаж Афанасьев, Усачёв, Поляков; Маленченко, Мусабаев | | |
| 16-й основной экипаж                                                                        |            | | | |
| 163                                                                                         | 1994-07-09 | Расстыковка | «Союз ТМ-18» (18-й пилотируемый)                                                                                                 | Афанасьев, Усачёв (15-й основной)                                                                                                 |
|                                                                                             |            | Состояние на орбите: комплекс «Мир» (Базовый модуль + «Квант-1» + «Квант-2» + «Кристалл»)-«Союз ТМ-19»: экипаж Поляков, Маленченко, Мусабаев | | |
| 164                                                                                         | 1994-09-02 | Стыковка | «Прогресс М-24» (42-й грузовой)                                                                                                  | — |
|                                                                                             |            | Состояние на орбите: комплекс «Мир» (Базовый модуль + «Квант-1» + «Квант-2» + «Кристалл»)-«Союз ТМ-19»-«Прогресс М-24»: экипаж Поляков, Маленченко, Мусабаев | | |
| 165                                                                                         | 1994-10-04 | Расстыковка | «Прогресс М-24» (42-й грузовой)                                                                                                  | — |
|                                                                                             |            | Состояние на орбите: комплекс «Мир» (Базовый модуль + «Квант-1» + «Квант-2» + «Кристалл»)-«Союз ТМ-19»: экипаж Поляков, Маленченко, Мусабаев | | |
| 166                                                                                         | 1994-10-06 | Стыковка | «Союз ТМ-20» (20-й пилотируемый)                                                                                                 | Викторенко, Кондакова; · Мербольд Германия · (17-й основной, 12-й гостевой, 11-й международный)                                   |
|                                                                                             |            | Состояние на орбите: комплекс «Мир» (Базовый модуль + «Квант-1» + «Квант-2» + «Кристалл»)-«Союз ТМ-19»-«Союз ТМ-20»: экипаж Поляков, Маленченко, Мусабаев; Викторенко, Кондакова; Мербольд Германия                                                                                          | | |
| 17-й основной экипаж                                                                        |            | | | |
| 167                                                                                         | 1994-11-02 | Расстыковка | «Союз ТМ-19» (19-й пилотируемый)                                                                                                 | Маленченко, Мусабаев; · Мербольд Германия · (16-й основной, 12-й гостевой, 11-й международный)                                    |
|                                                                                             |            | Состояние на орбите: комплекс «Мир» (Базовый модуль + «Квант-1» + «Квант-2» + «Кристалл»)-«Союз ТМ-20»: экипаж Поляков, Викторенко, Кондакова | | |
| 168                                                                                         | 1994-11-02 | Стыковка | "Союз ТМ-19 (19-й пилотируемый)                                                                                                  | Маленченко, Мусабаев; · Мербольд Германия · (17-й основной, 12-й гостевой, 11-й международный)                                    |
|                                                                                             |            | Состояние на орбите: комплекс «Мир» (Базовый модуль + «Квант-1» + «Квант-2» + «Кристалл»)-«Союз ТМ-19»-«Союз ТМ-20»: экипаж Поляков, Маленченко, Мусабаев; Викторенко, Кондакова; Мербольд Германия                                                                                          | | |
| 169                                                                                         | 1994-11-04 | Расстыковка | «Союз ТМ-19» (19-й пилотируемый)                                                                                                 | Маленченко, Мусабаев; · Мербольд Германия · (17-й основной, 12-й гостевой, 11-й международный)                                    |
|                                                                                             |            | Состояние на орбите: комплекс «Мир» (Базовый модуль + «Квант-1» + «Квант-2» + «Кристалл»)-«Союз ТМ-20»: экипаж Поляков, Викторенко, Кондакова | | |
| 170                                                                                         | 1994-11-13 | Стыковка | «Прогресс М-25» (43-й грузовой)                                                                                                  | — |
|                                                                                             |            | Состояние на орбите: комплекс «Мир» (Базовый модуль + «Квант-1» + «Квант-2» + «Кристалл»)-«Союз ТМ-20»-«Прогресс М-25»: экипаж Поляков, Викторенко, Кондакова | | |
| 171                                                                                         | 1995-01-11 | Расстыковка | «Союз ТМ-20» (20-й пилотируемый)                                                                                                 | Поляков, Викторенко, Кондакова (17-й основной)                                                                                    |
|                                                                                             |            | Состояние на орбите: комплекс «Мир» (Базовый модуль + «Квант-1» + «Квант-2» + «Кристалл»)-«Прогресс М-25»: без экипажа | | |
| 172                                                                                         | 1995-01-11 | Стыковка | «Союз ТМ-20» (20-й пилотируемый)                                                                                                 | Поляков, Викторенко, Кондакова (17-й основной)                                                                                    |
|                                                                                             |            | Состояние на орбите: комплекс «Мир» (Базовый модуль + «Квант-1» + «Квант-2» + «Кристалл»)-«Союз ТМ-20»-«Прогресс М-25»: экипаж Поляков, Викторенко, Кондакова | | |
| 173                                                                                         | 1995-02-16 | Расстыковка | «Прогресс М-25» (43-й грузовой)                                                                                                  | — |
|                                                                                             |            | Состояние на орбите: комплекс «Мир» (Базовый модуль + «Квант-1» + «Квант-2» + «Кристалл»)-«Союз ТМ-20»: экипаж Поляков, Викторенко, Кондакова | | |
| 174                                                                                         | 1995-02-17 | Стыковка | «Прогресс М-26» (44-й грузовой)                                                                                                  | — |
|                                                                                             |            | Состояние на орбите: комплекс «Мир» (Базовый модуль + «Квант-1» + «Квант-2» + «Кристалл»)-«Союз ТМ-20»-«Прогресс М-26»: экипаж Поляков, Викторенко, Кондакова | | |
| 175                                                                                         | 1995-03-15 | Расстыковка | «Прогресс М-26» (44-й грузовой)                                                                                                  | — |
|                                                                                             |            | Состояние на орбите: комплекс «Мир» (Базовый модуль + «Квант-1» + «Квант-2» + «Кристалл»)-«Союз ТМ-20»: экипаж Поляков, Викторенко, Кондакова | | |
| 176                                                                                         | 1995-03-16 | Стыковка | «Союз ТМ-21» (21-й пилотируемый)                                                                                                 | Дежуров, Стрекалов; Тагард США · (18-й основной, 12-й международный)                                                              |
|                                                                                             |            | Состояние на орбите: комплекс «Мир» (Базовый модуль + «Квант-1» + «Квант-2» + «Кристалл»)-«Союз ТМ-20»-«Союз ТМ-21»: экипаж Поляков, Викторенко, Кондакова; Дежуров, Стрекалов; Тагард США                                                                                                   | | |
| 18-й основной экипаж                                                                        |            | | | |
| 177                                                                                         | 1995-03-22 | Расстыковка | «Союз ТМ-20» (20-й пилотируемый)                                                                                                 | Поляков, Викторенко, Кондакова (17-й основной)                                                                                    |
|                                                                                             |            | Состояние на орбите: комплекс «Мир» (Базовый модуль + «Квант-1» + «Квант-2» + «Кристалл»)-«Союз ТМ-21»: экипаж Дежуров, Стрекалов; Тагард США | | |
| 178                                                                                         | 1995-04-11 | Стыковка | «Прогресс М-27» (45-й грузовой)                                                                                                  | — |
|                                                                                             |            | Состояние на орбите: комплекс «Мир» (Базовый модуль + «Квант-1» + «Квант-2» + «Кристалл»)-«Союз ТМ-21»-«Прогресс М-27»: экипаж Дежуров, Стрекалов; Тагард США | | |
| 179                                                                                         | 1995-05-22 | Расстыковка | «Прогресс М-27» (45-й грузовой)                                                                                                  | — |
|                                                                                             |            | Состояние на орбите: комплекс «Мир» (Базовый модуль + «Квант-1» + «Квант-2» + «Кристалл»)-«Союз ТМ-21»: экипаж Дежуров, Стрекалов; Тагард США | | |
| 180                                                                                         | 1995-05-26 | Расстыковка | Модуль «Кристалл» | — |
|                                                                                             |            | Состояние на орбите: комплекс «Мир» (Базовый модуль + «Квант-1» + «Квант-2»)-«Союз ТМ-21»: экипаж Дежуров, Стрекалов; Тагард США | | |
| 181                                                                                         | 1995-05-27 | Стыковка | Модуль «Кристалл» | — |
|                                                                                             |            | Состояние на орбите: комплекс «Мир» (Базовый модуль + «Квант-1» + «Квант-2»)-«Союз ТМ-21»-«Кристалл»: экипаж Дежуров, Стрекалов; Тагард США | | |
| 182                                                                                         | 1995-05-29 | Расстыковка | Модуль «Кристалл» | — |
|                                                                                             |            | Состояние на орбите: комплекс «Мир» (Базовый модуль + «Квант-1» + «Квант-2»)-«Союз ТМ-21»: экипаж Дежуров, Стрекалов; Тагард США | | |
| 183                                                                                         | 1995-05-29 | Стыковка | Модуль «Кристалл» | — |
|                                                                                             |            | Состояние на орбите: комплекс «Мир» (Базовый модуль + «Квант-1» + «Квант-2» + «Кристалл»)-«Союз ТМ-21»: экипаж Дежуров, Стрекалов; Тагард США | | |
| 184                                                                                         | 1995-06-01 | Стыковка | Модуль «Спектр» | — |
|                                                                                             |            | Состояние на орбите: комплекс «Мир» (Базовый модуль + «Квант-1» + «Квант-2» + «Кристалл»)-«Союз ТМ-21»-«Спектр»: экипаж Дежуров, Стрекалов; Тагард США | | |
| 185                                                                                         | 1995-06-02 | Расстыковка | Модуль «Спектр» | — |
|                                                                                             |            | Состояние на орбите: комплекс «Мир» (Базовый модуль + «Квант-1» + «Квант-2» + «Кристалл»)-«Союз ТМ-21»: экипаж Дежуров, Стрекалов; Тагард США | | |
| 186                                                                                         | 1995-06-02 | Стыковка | Модуль «Спектр» | — |
|                                                                                             |            | Состояние на орбите: комплекс «Мир» (Базовый модуль + «Квант-1» + «Квант-2» + «Кристалл» + «Спектр»)-«Союз ТМ-21»: экипаж Дежуров, Стрекалов; Тагард США | | |
| 187                                                                                         | 1995-06-10 | Расстыковка | Модуль «Кристалл» | — |
|                                                                                             |            | Состояние на орбите: комплекс «Мир» (Базовый модуль + «Квант-1» + «Квант-2» + «Спектр»)-«Союз ТМ-21»: экипаж Дежуров, Стрекалов; Тагард США | | |
| 188                                                                                         | 1995-06-10 | Стыковка | Модуль «Кристалл» | — |
|                                                                                             |            | Состояние на орбите: комплекс «Мир» (Базовый модуль + «Квант-1» + «Квант-2» + «Спектр»)-«Союз ТМ-21»-«Кристалл»: экипаж Дежуров, Стрекалов; Тагард США | | |
| 189                                                                                         | 1995-06-29 | Стыковка | «STS-71» (22-й пилотируемый) | Гибсон, Прекорт, Бейкер, Данбар, Харбо США; · Соловьёв, Бударин · (19-й основной, 13-й гостевой, 13-й международный)              |
|                                                                                             |            | Состояние на орбите: комплекс «Мир» (Базовый модуль + «Квант-1» + «Квант-2» + «Спектр»)-«Союз ТМ-21»-«Кристалл»-«STS-71»: экипаж Дежуров, Стрекалов; Тагард США; Гибсон, Прекорт, Бейкер, Данбар, Харбо США; Соловьёв, Бударин                                                               | | |
| 190                                                                                         | 1995-07-04 | Расстыковка | «Союз ТМ-21» (21-й пилотируемый)                                                                                                 | Соловьёв, Бударин (19-й основной)                                                                                                 |
|                                                                                             |            | Состояние на орбите: комплекс «Мир» (Базовый модуль + «Квант-1» + «Квант-2» + «Спектр»)-«Кристалл»-«STS-71»: экипаж Дежуров, Стрекалов; Тагард США; Гибсон, Прекорт, Бейкер, Данбар, Харбо США                                                                                               | | |
| 191                                                                                         | 1995-07-04 | Расстыковка | «STS-71» (22-й пилотируемый) | Гибсон, Прекорт, Бейкер, Данбар, Харбо США; · Дежуров, Стрекалов; Тагард США · (18-й основной, 13-й гостевой, 13-й международный) |
|                                                                                             |            | Состояние на орбите: комплекс «Мир» (Базовый модуль + «Квант-1» + «Квант-2» + «Спектр»)-«Кристалл»: без экипажа | | |
| 19-й основной экипаж                                                                        |            | | | |
| 192                                                                                         | 1995-07-04 | Стыковка | «Союз ТМ-21» (21-й пилотируемый)                                                                                                 | Соловьёв, Бударин (19-й основной)                                                                                                 |
|                                                                                             |            | Состояние на орбите: комплекс «Мир» (Базовый модуль + «Квант-1» + «Квант-2» + «Спектр»)-«Кристалл»-«Союз ТМ-21»: экипаж Соловьёв, Бударин | | |
| 193                                                                                         | 1995-07-17 | Расстыковка | Модуль «Кристалл» | — |
|                                                                                             |            | Состояние на орбите: комплекс «Мир» (Базовый модуль + «Квант-1» + «Квант-2» + «Спектр»)-«Союз ТМ-21»: экипаж Соловьёв, Бударин | | |
| 194                                                                                         | 1995-07-17 | Стыковка | Модуль «Кристалл» | — |
|                                                                                             |            | Состояние на орбите: комплекс «Мир» (Базовый модуль + «Квант-1» + «Квант-2» + «Спектр» + «Кристалл»)-«Союз ТМ-21»: экипаж Соловьёв, Бударин | | |
| 195                                                                                         | 1995-07-22 | Стыковка | «Прогресс М-28» (46-й грузовой)                                                                                                  | — |
|                                                                                             |            | Состояние на орбите: комплекс «Мир» (Базовый модуль + «Квант-1» + «Квант-2» + «Спектр» + «Кристалл»)-«Союз ТМ-21»-«Прогресс М-28»: экипаж Соловьёв, Бударин | | |
| 196                                                                                         | 1995-09-04 | Расстыковка | «Прогресс М-28» (46-й грузовой)                                                                                                  | — |
|                                                                                             |            | Состояние на орбите: комплекс «Мир» (Базовый модуль + «Квант-1» + «Квант-2» + «Спектр» + «Кристалл»)-«Союз ТМ-21»: экипаж Соловьёв, Бударин | | |
| 197                                                                                         | 1995-09-05 | Стыковка | «Союз ТМ-22» (23-й пилотируемый)                                                                                                 | Гидзенко, Авдеев; Райтер Германия · (20-й основной, 14-й международный)                                                           |
|                                                                                             |            | Состояние на орбите: комплекс «Мир» (Базовый модуль + «Квант-1» + «Квант-2» + «Спектр» + «Кристалл»)-«Союз ТМ-21»-«Союз ТМ-22»: Соловьёв, Бударин; экипаж Гидзенко, Авдеев; Райтер Германия                                                                                                  | | |
| 20-й основной экипаж                                                                        |            | | | |
| 198                                                                                         | 1995-09-11 | Расстыковка | «Союз ТМ-21» (21-й пилотируемый)                                                                                                 | Соловьёв, Бударин (19-й основной)                                                                                                 |
|                                                                                             |            | Состояние на орбите: комплекс «Мир» (Базовый модуль + «Квант-1» + «Квант-2» + «Спектр» + «Кристалл»)-«Союз ТМ-22»: экипаж Гидзенко, Авдеев; Райтер Германия | | |
| 199                                                                                         | 1995-10-10 | Стыковка | «Прогресс М-29» (47-й грузовой)                                                                                                  | — |
|                                                                                             |            | Состояние на орбите: комплекс «Мир» (Базовый модуль + «Квант-1» + «Квант-2» + «Спектр» + «Кристалл»)-«Союз ТМ-22»-«Прогресс М-29»: экипаж Гидзенко, Авдеев; Райтер Германия | | |
| 200                                                                                         | 1995-11-14 | Стыковка | Стыковочный модуль | — |
|                                                                                             |            | Состояние на орбите: комплекс «Мир» (Базовый модуль + «Квант-1» + «Квант-2» + «Спектр» + «Кристалл» + стыковочный модуль)-«Союз ТМ-22»-«Прогресс М-29»: экипаж Гидзенко, Авдеев; Райтер Германия                                                                                             | | |
| 201                                                                                         | 1995-11-15 | Стыковка | «STS-74» (24-й пилотируемый) | Камерон, Холселл, Росс, Макартур США; · Хэдфилд Канада · (14-й гостевой, 15-й международный)                                      |
|                                                                                             |            | Состояние на орбите: комплекс «Мир» (Базовый модуль + «Квант-1» + «Квант-2» + «Спектр» + «Кристалл» + стыковочный модуль)-«Союз ТМ-22»-«Прогресс М-29»-«STS-74»: экипаж Гидзенко, Авдеев; Райтер Германия; Камерон, Холселл, Росс, Макартур США;Хэдфилд Канада                               | | |
| 202                                                                                         | 1995-11-18 | Расстыковка | «STS-74» (24-й пилотируемый) | Камерон, Холселл, Росс, Макартур США; · Хэдфилд Канада · (14-й гостевой, 15-й международный)                                      |
|                                                                                             |            | Состояние на орбите: комплекс «Мир» (Базовый модуль + «Квант-1» + «Квант-2» + «Спектр» + «Кристалл» + стыковочный модуль)-«Союз ТМ-22»-«Прогресс М-29»: экипаж Гидзенко, Авдеев; Райтер Германия                                                                                             | | |
| 203                                                                                         | 1995-12-19 | Расстыковка | «Прогресс М-29» (47-й грузовой)                                                                                                  | — |
|                                                                                             |            | Состояние на орбите: комплекс «Мир» (Базовый модуль + «Квант-1» + «Квант-2» + «Спектр» + «Кристалл» + стыковочный модуль)-«Союз ТМ-22»: экипаж Гидзенко, Авдеев; Райтер Германия | | |
| 204                                                                                         | 1995-12-20 | Стыковка | «Прогресс М-30» (48-й грузовой)                                                                                                  | — |
|                                                                                             |            | Состояние на орбите: комплекс «Мир» (Базовый модуль + «Квант-1» + «Квант-2» + «Спектр» + «Кристалл» + стыковочный модуль)-«Союз ТМ-22»-«Прогресс М-30»: экипаж Гидзенко, Авдеев; Райтер Германия                                                                                             | | |
| 205                                                                                         | 1996-02-22 | Расстыковка | «Прогресс М-30» (48-й грузовой)                                                                                                  | — |
|                                                                                             |            | Состояние на орбите: комплекс «Мир» (Базовый модуль + «Квант-1» + «Квант-2» + «Спектр» + «Кристалл» + стыковочный модуль)-«Союз ТМ-22»: экипаж Гидзенко, Авдеев; Райтер Германия | | |
| 206                                                                                         | 1996-02-23 | Стыковка | «Союз ТМ-23» (25-й пилотируемый)                                                                                                 | Онуфриенко, Усачёв (21-й основной)                                                                                                |
|                                                                                             |            | Состояние на орбите: комплекс «Мир» (Базовый модуль + «Квант-1» + «Квант-2» + «Спектр» + «Кристалл» + стыковочный модуль)-«Союз ТМ-22»-«Союз ТМ-23»: экипаж Гидзенко, Авдеев; Райтер Германия; Онуфриенко, Усачёв                                                                            | | |
| 21-й основной экипаж                                                                        |            | | | |
| 207                                                                                         | 1996-02-29 | Расстыковка | «Союз ТМ-22» (23-й пилотируемый)                                                                                                 | Гидзенко, Авдеев; Райтер Германия · (20-й основной, 14-й международный)                                                           |
|                                                                                             |            | Состояние на орбите: комплекс «Мир» (Базовый модуль + «Квант-1» + «Квант-2» + «Спектр» + «Кристалл» + стыковочный модуль)-«Союз ТМ-23»: экипаж Онуфриенко, Усачёв | | |
| 208                                                                                         | 1996-03-24 | Стыковка | «STS-76» (26-й пилотируемый) | Чилтон, Сирфосс, Сега, Клиффорд, Годвин, Лусид США; · (21-й основной, 15-й гостевой, 16-й международный)                          |
|                                                                                             |            | Состояние на орбите: комплекс «Мир» (Базовый модуль + «Квант-1» + «Квант-2» + «Спектр» + «Кристалл» + стыковочный модуль)-«Союз ТМ-23»-«STS-76»: экипаж Онуфриенко, Усачёв; Лусид США; Чилтон, Сирфосс, Сега, Клиффорд, Годвин США                                                           | | |
| 209                                                                                         | 1996-03-29 | Расстыковка | «STS-76» (26-й пилотируемый) | Чилтон, Сирфосс, Сега, Клиффорд, Годвин США; · (15-й гостевой, 16-й международный)                                                |
|                                                                                             |            | Состояние на орбите: комплекс «Мир» (Базовый модуль + «Квант-1» + «Квант-2» + «Спектр» + «Кристалл» + стыковочный модуль)-«Союз ТМ-23»: экипаж Онуфриенко, Усачёв; Лусид США | | |
| 210                                                                                         | 1996-04-26 | Стыковка | Модуль «Природа» | — |
|                                                                                             |            | Состояние на орбите: комплекс «Мир» (Базовый модуль + «Квант-1» + «Квант-2» + «Спектр» + «Кристалл» + стыковочный модуль)-«Союз ТМ-23»-«Природа»: экипаж Онуфриенко, Усачёв; Лусид США | | |
| 211                                                                                         | 1996-04-27 | Расстыковка | Модуль «Природа» | — |
|                                                                                             |            | Состояние на орбите: комплекс «Мир» (Базовый модуль + «Квант-1» + «Квант-2» + «Спектр» + «Кристалл» + стыковочный модуль)-«Союз ТМ-23»: экипаж Онуфриенко, Усачёв; Лусид США | | |
| 212                                                                                         | 1996-04-27 | Стыковка | Модуль «Природа» | — |
|                                                                                             |            | Состояние на орбите: комплекс «Мир» (Базовый модуль + «Квант-1» + «Квант-2» + «Спектр» + «Кристалл» + стыковочный модуль + «Природа»)-«Союз ТМ-23»: экипаж Онуфриенко, Усачёв; Лусид США | | |
| 213                                                                                         | 1996-05-07 | Стыковка | «Прогресс М-31» (49-й грузовой)                                                                                                  | — |
|                                                                                             |            | Состояние на орбите: комплекс «Мир» (Базовый модуль + «Квант-1» + «Квант-2» + «Спектр» + «Кристалл» + стыковочный модуль + «Природа»)-«Союз ТМ-23»-«Прогресс М-31»: экипаж Онуфриенко, Усачёв; Лусид США                                                                                     | | |
| 214                                                                                         | 1996-08-01 | Расстыковка | «Прогресс М-31» (49-й грузовой)                                                                                                  | — |
|                                                                                             |            | Состояние на орбите: комплекс «Мир» (Базовый модуль + «Квант-1» + «Квант-2» + «Спектр» + «Кристалл» + стыковочный модуль + «Природа»)-«Союз ТМ-23»: экипаж Онуфриенко, Усачёв; Лусид США | | |
| 215                                                                                         | 1996-08-02 | Стыковка | «Прогресс М-32» (50-й грузовой)                                                                                                  | — |
|                                                                                             |            | Состояние на орбите: комплекс «Мир» (Базовый модуль + «Квант-1» + «Квант-2» + «Спектр» + «Кристалл» + стыковочный модуль + «Природа»)-«Союз ТМ-23»-«Прогресс М-32»: экипаж Онуфриенко, Усачёв; Лусид США                                                                                     | | |
| 216                                                                                         | 1996-08-18 | Расстыковка | «Прогресс М-32» (50-й грузовой)                                                                                                  | — |
|                                                                                             |            | Состояние на орбите: комплекс «Мир» (Базовый модуль + «Квант-1» + «Квант-2» + «Спектр» + «Кристалл» + стыковочный модуль + «Природа»)-«Союз ТМ-23»: экипаж Онуфриенко, Усачёв; Лусид США | | |
| 217                                                                                         | 1996-08-19 | Стыковка | «Союз ТМ-24» (27-й пилотируемый)                                                                                                 | Корзун, Калери; · Андре-Деэ Франция · (22 основной, 16-й гостевой, 17-й международный)                                            |
|                                                                                             |            | Состояние на орбите: комплекс «Мир» (Базовый модуль + «Квант-1» + «Квант-2» + «Спектр» + «Кристалл» + стыковочный модуль + «Природа»)-«Союз ТМ-23»-«Союз ТМ-24»: экипаж Онуфриенко, Усачёв; Лусид США; Корзун, Калери; Андре-Деэ Франция                                                     | | |
| 22-й основной экипаж                                                                        |            | | | |
| 218                                                                                         | 1996-09-02 | Расстыковка | «Союз ТМ-23» (27-й пилотируемый)                                                                                                 | Онуфриенко, Усачёв; Андре-Деэ Франция · (21 основной, 16-й гостевой, 17-й международный)                                          |
|                                                                                             |            | Состояние на орбите: комплекс «Мир» (Базовый модуль + «Квант-1» + «Квант-2» + «Спектр» + «Кристалл» + стыковочный модуль + «Природа»)-«Союз ТМ-24»: экипаж Корзун, Калери; Лусид США | | |
| 219                                                                                         | 1996-09-03 | Стыковка | «Прогресс М-32» (50-й грузовой)                                                                                                  | — |
|                                                                                             |            | Состояние на орбите: комплекс «Мир» (Базовый модуль + «Квант-1» + «Квант-2» + «Спектр» + «Кристалл» + стыковочный модуль + «Природа»)-«Союз ТМ-24»-«Прогресс М-32»: экипаж Корзун, Калери; Лусид США                                                                                         | | |
| 220                                                                                         | 1996-09-19 | Стыковка | «STS-79» (28-й пилотируемый) | Редди, Уилкатт, Эйкерс, Эпт, Уолз, Блаха США; · (22-й основной, 17-й гостевой, 18-й международный)                                |
|                                                                                             |            | Состояние на орбите: комплекс «Мир» (Базовый модуль + «Квант-1» + «Квант-2» + «Спектр» + «Кристалл» + стыковочный модуль + «Природа»)-«Союз ТМ-24»-«Прогресс М-32»-«STS-79»: экипаж Корзун, Калери; Лусид, Блаха США; Редди, Уилкатт, Эйкерс, Эпт, Уолз США                                  | | |
| 221                                                                                         | 1996-09-24 | Расстыковка | «STS-79» (28-й пилотируемый) | Редди, Уилкатт, Эйкерс, Эпт, Уолз, Лусид США; · (22-й основной, 17-й гостевой, 18-й международный)                                |
|                                                                                             |            | Состояние на орбите: комплекс «Мир» (Базовый модуль + «Квант-1» + «Квант-2» + «Спектр» + «Кристалл» + стыковочный модуль + «Природа»)-«Союз ТМ-24»-«Прогресс М-32»: экипаж Корзун, Калери; Блаха США                                                                                         | | |
| 222                                                                                         | 1996-11-20 | Расстыковка | «Прогресс М-32» (50-й грузовой)                                                                                                  | — |
|                                                                                             |            | Состояние на орбите: комплекс «Мир» (Базовый модуль + «Квант-1» + «Квант-2» + «Спектр» + «Кристалл» + стыковочный модуль + «Природа»)-«Союз ТМ-24»: экипаж Корзун, Калери; Блаха США | | |
| 223                                                                                         | 1996-11-22 | Стыковка | «Прогресс М-33» (51-й грузовой)                                                                                                  | — |
|                                                                                             |            | Состояние на орбите: комплекс «Мир» (Базовый модуль + «Квант-1» + «Квант-2» + «Спектр» + «Кристалл» + стыковочный модуль + «Природа»)-«Союз ТМ-24»-«Прогресс М-33»: экипаж Корзун, Калери; Блаха США                                                                                         | | |
| 224                                                                                         | 1997-01-15 | Стыковка | «STS-81» (29-й пилотируемый) | Бейкер, Джетт, Уайсофф, Грансфелд, Айвинс, Линенджер США; · (22-й основной, 18-й гостевой, 19-й международный)                    |
|                                                                                             |            | Состояние на орбите: комплекс «Мир» (Базовый модуль + «Квант-1» + «Квант-2» + «Спектр» + «Кристалл» + стыковочный модуль + «Природа»)-«Союз ТМ-24»-«Прогресс М-33»-«STS-81»: экипаж Корзун, Калери; Блаха, Линенджер США; Бейкер, Джетт, Уайсофф, Грансфелд, Айвинс США                      | | |
| 225                                                                                         | 1997-01-20 | Расстыковка | «STS-81» (29-й пилотируемый) | Бейкер, Джетт, Уайсофф, Грансфелд, Айвинс, Блаха США; · (22-й основной, 18-й гостевой, 19-й международный)                        |
|                                                                                             |            | Состояние на орбите: комплекс «Мир» (Базовый модуль + «Квант-1» + «Квант-2» + «Спектр» + «Кристалл» + стыковочный модуль + «Природа»)-«Союз ТМ-24»-«Прогресс М-33»: экипаж Корзун, Калери; Линенджер США                                                                                     | | |
| 226                                                                                         | 1997-02-06 | Расстыковка | «Прогресс М-33» (51-й грузовой)                                                                                                  | — |
|                                                                                             |            | Состояние на орбите: комплекс «Мир» (Базовый модуль + «Квант-1» + «Квант-2» + «Спектр» + «Кристалл» + стыковочный модуль + «Природа»)-«Союз ТМ-24»: экипаж Корзун, Калери; Линенджер США | | |
| 227                                                                                         | 1997-02-07 | Расстыковка | «Союз ТМ-24» (27-й пилотируемый)                                                                                                 | Корзун, Калери; Линенджер США · (22 основной, 19-й международный)                                                                 |
|                                                                                             |            | Состояние на орбите: комплекс «Мир» (Базовый модуль + «Квант-1» + «Квант-2» + «Спектр» + «Кристалл» + стыковочный модуль + «Природа»): без экипажа | | |
| 228                                                                                         | 1997-02-07 | Стыковка | «Союз ТМ-24» (27-й пилотируемый)                                                                                                 | Корзун, Калери; Линенджер США · (22 основной, 19-й международный)                                                                 |
|                                                                                             |            | Состояние на орбите: комплекс «Мир» (Базовый модуль + «Квант-1» + «Квант-2» + «Спектр» + «Кристалл» + стыковочный модуль + «Природа»)-«Союз ТМ-24»: экипаж Корзун, Калери; Линенджер США | | |
| 229                                                                                         | 1997-02-12 | Стыковка | «Союз ТМ-25» (30-й пилотируемый)                                                                                                 | Циблиев, Лазуткин; · Эвальд Германия · (23 основной, 19-й гостевой, 20-й международный)                                           |
|                                                                                             |            | Состояние на орбите: комплекс «Мир» (Базовый модуль + «Квант-1» + «Квант-2» + «Спектр» + «Кристалл» + стыковочный модуль + «Природа»)-«Союз ТМ-24»-«Союз ТМ-25»: экипаж Корзун, Калери; Линенджер США; Циблиев, Лазуткин; Эвальд Германия                                                    | | |
| 23-й основной экипаж                                                                        |            | | | |
| 230                                                                                         | 1997-03-02 | Расстыковка | «Союз ТМ-24» (27-й пилотируемый)                                                                                                 | Корзун, Калери; Эвальд Германия · (22 основной, 20-й международный)                                                               |
|                                                                                             |            | Состояние на орбите: комплекс «Мир» (Базовый модуль + «Квант-1» + «Квант-2» + «Спектр» + «Кристалл» + стыковочный модуль + «Природа»)-«Союз ТМ-25»: экипаж Циблиев, Лазуткин; Линенджер США                                                                                                  | | |
| 231                                                                                         | 1997-04-08 | Стыковка | «Прогресс М-34» (52-й грузовой)                                                                                                  | — |
|                                                                                             |            | Состояние на орбите: комплекс «Мир» (Базовый модуль + «Квант-1» + «Квант-2» + «Спектр» + «Кристалл» + стыковочный модуль + «Природа»)-«Союз ТМ-25»-«Прогресс М-34»: экипаж Циблиев, Лазуткин; Линенджер США                                                                                  | | |
| 232                                                                                         | 1997-05-17 | Стыковка | «STS-84» (31-й пилотируемый) | Прекорт, Коллинз, Норьега, Лу, Фоул США; · Клервуа Франция; · Кондакова · (23-й основной, 20-й гостевой, 21-й международный)      |
|                                                                                             |            | Состояние на орбите: комплекс «Мир» (Базовый модуль + «Квант-1» + «Квант-2» + «Спектр» + «Кристалл» + стыковочный модуль + «Природа»)-«Союз ТМ-25»-«Прогресс М-34»-«STS-84»: экипаж Циблиев, Лазуткин; Линенджер США; Прекорт, Коллинз, Норьега, Лу, Фоул США; Клервуа Франция; Кондакова    | | |
| 233                                                                                         | 1997-05-22 | Расстыковка | «STS-84» (31-й пилотируемый) | Прекорт, Коллинз, Норьега, Лу, Линенджер США; · Клервуа Франция; · Кондакова · (23-й основной, 20-й гостевой, 21-й международный) |
|                                                                                             |            | Состояние на орбите: комплекс «Мир» (Базовый модуль + «Квант-1» + «Квант-2» + «Спектр» + «Кристалл» + стыковочный модуль + «Природа»)-«Союз ТМ-25»-«Прогресс М-34»: экипаж Циблиев, Лазуткин; Фоул США                                                                                       | | |
| 234                                                                                         | 1997-06-24 | Расстыковка | «Прогресс М-34» (52-й грузовой)                                                                                                  | — |
|                                                                                             |            | Состояние на орбите: комплекс «Мир» (Базовый модуль + «Квант-1» + «Квант-2» + «Спектр» + «Кристалл» + стыковочный модуль + «Природа»)-«Союз ТМ-25»: экипаж Циблиев, Лазуткин; Фоул США | | |
| 235                                                                                         | 1997-07-07 | Стыковка | «Прогресс М-35» (53-й грузовой)                                                                                                  | — |
|                                                                                             |            | Состояние на орбите: комплекс «Мир» (Базовый модуль + «Квант-1» + «Квант-2» + «Спектр» + «Кристалл» + стыковочный модуль + «Природа»)-«Союз ТМ-25»-«Прогресс М-35»: экипаж Циблиев, Лазуткин; Фоул США                                                                                       | | |
| 236                                                                                         | 1997-08-06 | Расстыковка | «Прогресс М-35» (53-й грузовой)                                                                                                  | — |
|                                                                                             |            | Состояние на орбите: комплекс «Мир» (Базовый модуль + «Квант-1» + «Квант-2» + «Спектр» + «Кристалл» + стыковочный модуль + «Природа»)-«Союз ТМ-25»: экипаж Циблиев, Лазуткин; Фоул США | | |
| 237                                                                                         | 1997-08-07 | Стыковка | «Союз ТМ-26» (32-й пилотируемый)                                                                                                 | Соловьёв, Виноградов (24 основной)                                                                                                |
|                                                                                             |            | Состояние на орбите: комплекс «Мир» (Базовый модуль + «Квант-1» + «Квант-2» + «Спектр» + «Кристалл» + стыковочный модуль + «Природа»)-«Союз ТМ-25»-«Союз ТМ-26»: экипаж Циблиев, Лазуткин; Фоул США; Соловьёв, Виноградов                                                                    | | |
| 24-й основной экипаж                                                                        |            | | | |
| 238                                                                                         | 1997-08-14 | Расстыковка | «Союз ТМ-25» (30-й пилотируемый)                                                                                                 | Циблиев, Лазуткин (23 основной)                                                                                                   |
|                                                                                             |            | Состояние на орбите: комплекс «Мир» (Базовый модуль + «Квант-1» + «Квант-2» + «Спектр» + «Кристалл» + стыковочный модуль + «Природа»)-«Союз ТМ-26»: экипаж Соловьёв, Виноградов; Фоул США | | |
| 239                                                                                         | 1997-08-15 | Расстыковка | «Союз ТМ-26» (32-й пилотируемый)                                                                                                 | Соловьёв, Виноградов; Фоул США · (24 основной)                                                                                    |
|                                                                                             |            | Состояние на орбите: комплекс «Мир» (Базовый модуль + «Квант-1» + «Квант-2» + «Спектр» + «Кристалл» + стыковочный модуль + «Природа»): без экипажа | | |
| 240                                                                                         | 1997-08-15 | Стыковка | «Союз ТМ-26» (32-й пилотируемый)                                                                                                 | Соловьёв, Виноградов; Фоул США · (24 основной)                                                                                    |
|                                                                                             |            | Состояние на орбите: комплекс «Мир» (Базовый модуль + «Квант-1» + «Квант-2» + «Спектр» + «Кристалл» + стыковочный модуль + «Природа»)-«Союз ТМ-26»: экипаж Соловьёв, Виноградов; Фоул США | | |
| 241                                                                                         | 1997-08-18 | Стыковка | «Прогресс М-35» (53-й грузовой)                                                                                                  | — |
|                                                                                             |            | Состояние на орбите: комплекс «Мир» (Базовый модуль + «Квант-1» + «Квант-2» + «Спектр» + «Кристалл» + стыковочный модуль + «Природа»)-«Союз ТМ-26»-«Прогресс М-35»: экипаж Соловьёв, Виноградов; Фоул США                                                                                    | | |
| 242                                                                                         | 1997-09-27 | Стыковка | «STS-86» (33-й пилотируемый) | Уэзерби, Блумфилд, Паразински, Лоуренс, Вулф США; · Кретьен Франция; · Титов · (24-й основной, 21-й гостевой, 22-й международный) |
|                                                                                             |            | Состояние на орбите: комплекс «Мир» (Базовый модуль + «Квант-1» + «Квант-2» + «Спектр» + «Кристалл» + стыковочный модуль + «Природа»)-«Союз ТМ-26»-«Прогресс М-35»-«STS-86»: экипаж Соловьёв, Виноградов; Фоул США; Уэзерби, Блумфилд, Паразински, Лоуренс, Вулф США; Кретьен Франция; Титов | | |
| 243                                                                                         | 1997-10-03 | Расстыковка | «STS-86» (33-й пилотируемый) | Уэзерби, Блумфилд, Паразински, Лоуренс, Фоул США; · Кретьен Франция; · Титов · (24-й основной, 21-й гостевой, 22-й международный) |
|                                                                                             |            | Состояние на орбите: комплекс «Мир» (Базовый модуль + «Квант-1» + «Квант-2» + «Спектр» + «Кристалл» + стыковочный модуль + «Природа»)-«Союз ТМ-26»-«Прогресс М-35»: экипаж Соловьёв, Виноградов; Вулф США                                                                                    | | |
| 244                                                                                         | 1997-10-07 | Расстыковка | «Прогресс М-35» (53-й грузовой)                                                                                                  | — |
|                                                                                             |            | Состояние на орбите: комплекс «Мир» (Базовый модуль + «Квант-1» + «Квант-2» + «Спектр» + «Кристалл» + стыковочный модуль + «Природа»)-«Союз ТМ-26»: экипаж Соловьёв, Виноградов; Вулф США | | |
| 245                                                                                         | 1997-10-07 | Стыковка | «Прогресс М-36» (54-й грузовой)                                                                                                  | — |
|                                                                                             |            | Состояние на орбите: комплекс «Мир» (Базовый модуль + «Квант-1» + «Квант-2» + «Спектр» + «Кристалл» + стыковочный модуль + «Природа»)-«Союз ТМ-26»-«Прогресс М-36»: экипаж Соловьёв, Виноградов; Вулф США                                                                                    | | |
| 246                                                                                         | 1997-12-17 | Расстыковка | «Прогресс М-36» (54-й грузовой)                                                                                                  | — |
|                                                                                             |            | Состояние на орбите: комплекс «Мир» (Базовый модуль + «Квант-1» + «Квант-2» + «Спектр» + «Кристалл» + стыковочный модуль + «Природа»)-«Союз ТМ-26»: экипаж Соловьёв, Виноградов; Вулф США | | |
| 247                                                                                         | 1997-10-07 | Стыковка | «Прогресс М-37» (55-й грузовой)                                                                                                  | — |
|                                                                                             |            | Состояние на орбите: комплекс «Мир» (Базовый модуль + «Квант-1» + «Квант-2» + «Спектр» + «Кристалл» + стыковочный модуль + «Природа»)-«Союз ТМ-26»-«Прогресс М-37»: экипаж Соловьёв, Виноградов; Вулф США                                                                                    | | |
| 248                                                                                         | 1998-01-24 | Стыковка | «STS-89» (34-й пилотируемый) | Уилкатт, Эдвардс, Райли, Андерсон, Данбар, Томас США; · Шарипов · (24-й основной, 22-й гостевой, 23-й международный)              |
|                                                                                             |            | Состояние на орбите: комплекс «Мир» (Базовый модуль + «Квант-1» + «Квант-2» + «Спектр» + «Кристалл» + стыковочный модуль + «Природа»)-«Союз ТМ-26»-«Прогресс М-37»-«STS-89»: экипаж Соловьёв, Виноградов; Вулф США; Уилкатт, Эдвардс, Райли, Андерсон, Данбар, Томас США; Шарипов            | | |
| 249                                                                                         | 1998-01-29 | Расстыковка | «STS-89» (34-й пилотируемый) | Уилкатт, Эдвардс, Райли, Андерсон, Данбар, Вулф США; · Шарипов · (24-й основной, 22-й гостевой, 23-й международный)               |
|                                                                                             |            | Состояние на орбите: комплекс «Мир» (Базовый модуль + «Квант-1» + «Квант-2» + «Спектр» + «Кристалл» + стыковочный модуль + «Природа»)-«Союз ТМ-26»-«Прогресс М-37»: экипаж Соловьёв, Виноградов; Томас США                                                                                   | | |
| 250                                                                                         | 1998-01-30 | Расстыковка | «Прогресс М-37» (55-й грузовой)                                                                                                  | — |
|                                                                                             |            | Состояние на орбите: комплекс «Мир» (Базовый модуль + «Квант-1» + «Квант-2» + «Спектр» + «Кристалл» + стыковочный модуль + «Природа»)-«Союз ТМ-26»: экипаж Соловьёв, Виноградов; Томас США                                                                                                   | | |
| 251                                                                                         | 1998-01-31 | Стыковка | «Союз ТМ-27» (35-й пилотируемый)                                                                                                 | Мусабаев, Бударин; · Эйартц Франция · (25 основной, 23-й гостевой, 24-й международный)                                            |
|                                                                                             |            | Состояние на орбите: комплекс «Мир» (Базовый модуль + «Квант-1» + «Квант-2» + «Спектр» + «Кристалл» + стыковочный модуль + «Природа»)-«Союз ТМ-26»-«Союз ТМ-27»: экипаж Соловьёв, Виноградов; Томас США; Мусабаев, Бударин; Эйартц Франция                                                   | | |
| 25-й основной экипаж                                                                        |            | | | |
| 252                                                                                         | 1998-02-19 | Расстыковка | «Союз ТМ-26» (32-й пилотируемый)                                                                                                 | Соловьёв, Виноградов; · Эйартц Франция · (24 основной, 23-й гостевой, 24-й международный)                                         |
|                                                                                             |            | Состояние на орбите: комплекс «Мир» (Базовый модуль + «Квант-1» + «Квант-2» + «Спектр» + «Кристалл» + стыковочный модуль + «Природа»)-«Союз ТМ-27»: экипаж Мусабаев, Бударин; Томас США | | |
| 253                                                                                         | 1998-02-20 | Расстыковка | «Союз ТМ-27» (35-й пилотируемый)                                                                                                 | Мусабаев, Бударин; · Томас США · (25 основной)                                                                                    |
|                                                                                             |            | Состояние на орбите: комплекс «Мир» (Базовый модуль + «Квант-1» + «Квант-2» + «Спектр» + «Кристалл» + стыковочный модуль + «Природа»): без экипажа | | |
| 254                                                                                         | 1998-02-20 | Стыковка | «Союз ТМ-27» (35-й пилотируемый)                                                                                                 | Мусабаев, Бударин; · Томас США · (25 основной)                                                                                    |
|                                                                                             |            | Состояние на орбите: комплекс «Мир» (Базовый модуль + «Квант-1» + «Квант-2» + «Спектр» + «Кристалл» + стыковочный модуль + «Природа»)-«Союз ТМ-27»: экипаж Мусабаев, Бударин; Томас США | | |
| 255                                                                                         | 1998-02-23 | Стыковка | «Прогресс М-37» (55-й грузовой)                                                                                                  | — |
|                                                                                             |            | Состояние на орбите: комплекс «Мир» (Базовый модуль + «Квант-1» + «Квант-2» + «Спектр» + «Кристалл» + стыковочный модуль + «Природа»)-«Союз ТМ-27»-«Прогресс М-37»: экипаж Мусабаев, Бударин; Томас США                                                                                      | | |
| 256                                                                                         | 1998-03-15 | Расстыковка | «Прогресс М-37» (55-й грузовой)                                                                                                  | — |
|                                                                                             |            | Состояние на орбите: комплекс «Мир» (Базовый модуль + «Квант-1» + «Квант-2» + «Спектр» + «Кристалл» + стыковочный модуль + «Природа»)-«Союз ТМ-27»: экипаж Мусабаев, Бударин; Томас США | | |
| 257                                                                                         | 1998-03-17 | Стыковка | «Прогресс М-38» (56-й грузовой)                                                                                                  | — |
|                                                                                             |            | Состояние на орбите: комплекс «Мир» (Базовый модуль + «Квант-1» + «Квант-2» + «Спектр» + «Кристалл» + стыковочный модуль + «Природа»)-«Союз ТМ-27»-«Прогресс М-38»: экипаж Мусабаев, Бударин; Томас США                                                                                      | | |
| 258                                                                                         | 1998-05-15 | Расстыковка | «Прогресс М-38» (56-й грузовой)                                                                                                  | — |
|                                                                                             |            | Состояние на орбите: комплекс «Мир» (Базовый модуль + «Квант-1» + «Квант-2» + «Спектр» + «Кристалл» + стыковочный модуль + «Природа»)-«Союз ТМ-27»: экипаж Мусабаев, Бударин; Томас США | | |
| 259                                                                                         | 1998-05-16 | Стыковка | «Прогресс М-39» (57-й грузовой)                                                                                                  | — |
|                                                                                             |            | Состояние на орбите: комплекс «Мир» (Базовый модуль + «Квант-1» + «Квант-2» + «Спектр» + «Кристалл» + стыковочный модуль + «Природа»)-«Союз ТМ-27»-«Прогресс М-39»: экипаж Мусабаев, Бударин; Томас США                                                                                      | | |
| 260                                                                                         | 1998-06-04 | Стыковка | «STS-91» (36-й пилотируемый) | Прекорт, Гори, Чанг-Диас, Лоуренс, Каванди США; · Рюмин · (24-й гостевой, 25-й международный)                                     |
|                                                                                             |            | Состояние на орбите: комплекс «Мир» (Базовый модуль + «Квант-1» + «Квант-2» + «Спектр» + «Кристалл» + стыковочный модуль + «Природа»)-«Союз ТМ-27»-«Прогресс М-39»-«STS-91»: экипаж Мусабаев, Бударин; Томас США; Прекорт, Гори, Чанг-Диас, Лоуренс, Каванди США; Рюмин                      | | |
| 261                                                                                         | 1998-06-08 | Расстыковка | «STS-91» (36-й пилотируемый) | Прекорт, Гори, Чанг-Диас, Лоуренс, Каванди США; · Рюмин; · Томас США · (25-й основной, 24-й гостевой, 25-й международный)         |
|                                                                                             |            | Состояние на орбите: комплекс «Мир» (Базовый модуль + «Квант-1» + «Квант-2» + «Спектр» + «Кристалл» + стыковочный модуль + «Природа»)-«Союз ТМ-27»-«Прогресс М-39»: экипаж Мусабаев, Бударин                                                                                                 | | |
| 262                                                                                         | 1998-08-12 | Расстыковка | «Прогресс М-39» (57-й грузовой)                                                                                                  | — |
|                                                                                             |            | Состояние на орбите: комплекс «Мир» (Базовый модуль + «Квант-1» + «Квант-2» + «Спектр» + «Кристалл» + стыковочный модуль + «Природа»)-«Союз ТМ-27»: экипаж Мусабаев, Бударин | | |
| 263                                                                                         | 1998-08-15 | Стыковка | «Союз ТМ-28» (37-й пилотируемый)                                                                                                 | Падалка, Авдеев; Батурин (26 основной, 25-й гостевой)                                                                             |
|                                                                                             |            | Состояние на орбите: комплекс «Мир» (Базовый модуль + «Квант-1» + «Квант-2» + «Спектр» + «Кристалл» + стыковочный модуль + «Природа»)-«Союз ТМ-27»-«Союз ТМ-28»: экипаж Мусабаев, Бударин; Падалка, Авдеев; Батурин                                                                          | | |
| 26-й основной экипаж                                                                        |            | | | |
| 264                                                                                         | 1998-08-25 | Расстыковка | «Союз ТМ-27» (35-й пилотируемый)                                                                                                 | Мусабаев, Бударин; Батурин (25 основной, 25-й гостевой)                                                                           |
|                                                                                             |            | Состояние на орбите: комплекс «Мир» (Базовый модуль + «Квант-1» + «Квант-2» + «Спектр» + «Кристалл» + стыковочный модуль + «Природа»)-«Союз ТМ-28»: экипаж Падалка, Авдеев | | |
| 265                                                                                         | 1998-08-27 | Расстыковка | «Союз ТМ-28» (37-й пилотируемый)                                                                                                 | Падалка, Авдеев (26 основной) |
|                                                                                             |            | Состояние на орбите: комплекс «Мир» (Базовый модуль + «Квант-1» + «Квант-2» + «Спектр» + «Кристалл» + стыковочный модуль + «Природа»): без экипажа | | |
| 266                                                                                         | 1998-08-27 | Стыковка | «Союз ТМ-28» (37-й пилотируемый)                                                                                                 | Падалка, Авдеев (26 основной) |
|                                                                                             |            | Состояние на орбите: комплекс «Мир» (Базовый модуль + «Квант-1» + «Квант-2» + «Спектр» + «Кристалл» + стыковочный модуль + «Природа»)-«Союз ТМ-28»: экипаж Падалка, Авдеев | | |
| 267                                                                                         | 1998-09-01 | Стыковка | «Прогресс М-39» (57-й грузовой)                                                                                                  | — |
|                                                                                             |            | Состояние на орбите: комплекс «Мир» (Базовый модуль + «Квант-1» + «Квант-2» + «Спектр» + «Кристалл» + стыковочный модуль + «Природа»)-«Союз ТМ-28»-«Прогресс М-39»: экипаж Падалка, Авдеев                                                                                                   | | |
| 268                                                                                         | 1998-10-25 | Расстыковка | «Прогресс М-39» (57-й грузовой)                                                                                                  | — |
|                                                                                             |            | Состояние на орбите: комплекс «Мир» (Базовый модуль + «Квант-1» + «Квант-2» + «Спектр» + «Кристалл» + стыковочный модуль + «Природа»)-«Союз ТМ-28»: экипаж Падалка, Авдеев | | |
| 269                                                                                         | 1998-10-27 | Стыковка | «Прогресс М-40» (58-й грузовой)                                                                                                  | — |
|                                                                                             |            | Состояние на орбите: комплекс «Мир» (Базовый модуль + «Квант-1» + «Квант-2» + «Спектр» + «Кристалл» + стыковочный модуль + «Природа»)-«Союз ТМ-28»-«Прогресс М-40»: экипаж Падалка, Авдеев                                                                                                   | | |
| 270                                                                                         | 1999-02-04 | Расстыковка | «Прогресс М-40» (58-й грузовой)                                                                                                  | — |
|                                                                                             |            | Состояние на орбите: комплекс «Мир» (Базовый модуль + «Квант-1» + «Квант-2» + «Спектр» + «Кристалл» + стыковочный модуль + «Природа»)-«Союз ТМ-28»: экипаж Падалка, Авдеев | | |
| 271                                                                                         | 1999-02-08 | Расстыковка | «Союз ТМ-28» (37-й пилотируемый)                                                                                                 | Падалка, Авдеев (26 основной) |
|                                                                                             |            | Состояние на орбите: комплекс «Мир» (Базовый модуль + «Квант-1» + «Квант-2» + «Спектр» + «Кристалл» + стыковочный модуль + «Природа»): без экипажа | | |
| 272                                                                                         | 1999-02-08 | Стыковка | «Союз ТМ-28» (37-й пилотируемый)                                                                                                 | Падалка, Авдеев (26 основной) |
|                                                                                             |            | Состояние на орбите: комплекс «Мир» (Базовый модуль + «Квант-1» + «Квант-2» + «Спектр» + «Кристалл» + стыковочный модуль + «Природа»)-«Союз ТМ-28»: экипаж Падалка, Авдеев | | |
| 273                                                                                         | 1999-02-22 | Стыковка | «Союз ТМ-29» (38-й пилотируемый)                                                                                                 | Афанасьев; Эньере Франция; · Белла Словакия · (27 основной, 26-й гостевой, 26-й международный)                                    |
|                                                                                             |            | Состояние на орбите: комплекс «Мир» (Базовый модуль + «Квант-1» + «Квант-2» + «Спектр» + «Кристалл» + стыковочный модуль + «Природа»)-«Союз ТМ-28»-«Союз ТМ-29»: экипаж Падалка, Авдеев; Афанасьев; Эньере Франция; Белла Словакия                                                           | | |
| 27-й основной экипаж                                                                        |            | | | |
| 274                                                                                         | 1999-02-27 | Расстыковка | «Союз ТМ-28» (37-й пилотируемый)                                                                                                 | Падалка; · Белла Словакия · (26 основной, 26-й гостевой, 26-й международный)                                                      |
|                                                                                             |            | Состояние на орбите: комплекс «Мир» (Базовый модуль + «Квант-1» + «Квант-2» + «Спектр» + «Кристалл» + стыковочный модуль + «Природа»)-«Союз ТМ-29»: экипаж Авдеев, Афанасьев; Эньере Франция                                                                                                 | | |
| 275                                                                                         | 1999-04-02 | Стыковка | «Прогресс М-41» (59-й грузовой)                                                                                                  | — |
|                                                                                             |            | Состояние на орбите: комплекс «Мир» (Базовый модуль + «Квант-1» + «Квант-2» + «Спектр» + «Кристалл» + стыковочный модуль + «Природа»)-«Союз ТМ-29»-«Прогресс М-41»: экипаж Авдеев, Афанасьев; Эньере Франция                                                                                 | | |
| 276                                                                                         | 1999-07-17 | Расстыковка | «Прогресс М-41» (59-й грузовой)                                                                                                  | — |
|                                                                                             |            | Состояние на орбите: комплекс «Мир» (Базовый модуль + «Квант-1» + «Квант-2» + «Спектр» + «Кристалл» + стыковочный модуль + «Природа»)-«Союз ТМ-29»: экипаж Авдеев, Афанасьев; Эньере Франция                                                                                                 | | |
| 277                                                                                         | 1999-07-18 | Стыковка | «Прогресс М-42» (60-й грузовой)                                                                                                  | — |
|                                                                                             |            | Состояние на орбите: комплекс «Мир» (Базовый модуль + «Квант-1» + «Квант-2» + «Спектр» + «Кристалл» + стыковочный модуль + «Природа»)-«Союз ТМ-29»-«Прогресс М-42»: экипаж Авдеев, Афанасьев; Эньере Франция                                                                                 | | |
| 278                                                                                         | 1999-08-27 | Расстыковка | «Союз ТМ-29» (38-й пилотируемый)                                                                                                 | Авдеев, Афанасьев; · Эньере Франция · (27 основной, 26-й международный)                                                           |
|                                                                                             |            | Состояние на орбите: комплекс «Мир» (Базовый модуль + «Квант-1» + «Квант-2» + «Спектр» + «Кристалл» + стыковочный модуль + «Природа»)-«Прогресс М-42»: без экипажа | | |
| 28-й основной экипаж                                                                        |            | | | |
| 279                                                                                         | 2000-02-02 | Расстыковка | «Прогресс М-42» (60-й грузовой)                                                                                                  | — |
|                                                                                             |            | Состояние на орбите: комплекс «Мир» (Базовый модуль + «Квант-1» + «Квант-2» + «Спектр» + «Кристалл» + стыковочный модуль + «Природа»): без экипажа | | |
| 280                                                                                         | 2000-02-03 | Стыковка | «Прогресс М1-1» (61-й грузовой)                                                                                                  | — |
|                                                                                             |            | Состояние на орбите: комплекс «Мир» (Базовый модуль + «Квант-1» + «Квант-2» + «Спектр» + «Кристалл» + стыковочный модуль + «Природа»)-«Прогресс М1-1»: без экипажа | | |
| 281                                                                                         | 2000-04-06 | Стыковка | «Союз ТМ-30» (39-й пилотируемый)                                                                                                 | Залётин, Калери (28 основной) |
|                                                                                             |            | Состояние на орбите: комплекс «Мир» (Базовый модуль + «Квант-1» + «Квант-2» + «Спектр» + «Кристалл» + стыковочный модуль + «Природа»)-«Прогресс М1-1»-«Союз ТМ-30»: экипаж Залётин, Калери                                                                                                   | | |
| 282                                                                                         | 2000-04-26 | Расстыковка | «Прогресс М1-1» (61-й грузовой)                                                                                                  | — |
|                                                                                             |            | Состояние на орбите: комплекс «Мир» (Базовый модуль + «Квант-1» + «Квант-2» + «Спектр» + «Кристалл» + стыковочный модуль + «Природа»)-«Союз ТМ-30»: экипаж Залётин, Калери | | |
| 283                                                                                         | 2000-04-27 | Стыковка | «Прогресс М1-2» (62-й грузовой)                                                                                                  | — |
|                                                                                             |            | Состояние на орбите: комплекс «Мир» (Базовый модуль + «Квант-1» + «Квант-2» + «Спектр» + «Кристалл» + стыковочный модуль + «Природа»)-«Союз ТМ-30»-«Прогресс М1-2»: экипаж Залётин, Калери                                                                                                   | | |
| 284                                                                                         | 2000-06-15 | Расстыковка | «Союз ТМ-30» (39-й пилотируемый)                                                                                                 | Залётин, Калери (28 основной) |
|                                                                                             |            | Состояние на орбите: комплекс «Мир» (Базовый модуль + «Квант-1» + «Квант-2» + «Спектр» + «Кристалл» + стыковочный модуль + «Природа»)-«Прогресс М1-2»: без экипажа | | |
| 285                                                                                         | 2000-10-15 | Расстыковка | «Прогресс М1-2» (62-й грузовой)                                                                                                  | — |
|                                                                                             |            | Состояние на орбите: комплекс «Мир» (Базовый модуль + «Квант-1» + «Квант-2» + «Спектр» + «Кристалл» + стыковочный модуль + «Природа»): без экипажа | | |
| 286                                                                                         | 2000-10-20 | Стыковка | «Прогресс М-43» (63-й грузовой)                                                                                                  | — |
|                                                                                             |            | Состояние на орбите: комплекс «Мир» (Базовый модуль + «Квант-1» + «Квант-2» + «Спектр» + «Кристалл» + стыковочный модуль + «Природа»)-«Прогресс М-43»: без экипажа | | |
| 287                                                                                         | 2001-01-25 | Расстыковка | «Прогресс М-43» (63-й грузовой)                                                                                                  | — |
|                                                                                             |            | Состояние на орбите: комплекс «Мир» (Базовый модуль + «Квант-1» + «Квант-2» + «Спектр» + «Кристалл» + стыковочный модуль + «Природа»): без экипажа | | |
| 288                                                                                         | 2001-01-27 | Стыковка | «Прогресс М1-5» (64-й грузовой)                                                                                                  | — |
|                                                                                             |            | Состояние на орбите: комплекс «Мир» (Базовый модуль + «Квант-1» + «Квант-2» + «Спектр» + «Кристалл» + стыковочный модуль + «Природа»)-«Прогресс М1-5»: без экипажа | | |
| 289                                                                                         | 2001-03-23 | Окончание существования | Комплекс «Мир» (Базовый модуль + «Квант-1» + «Квант-2» + «Спектр» + «Кристалл» + стыковочный модуль + «Природа»)-«Прогресс М1-5» | — |

## В культуре

### Кинематограф
- Станция фигурирует в фильме-катастрофе 1998 года «Армагеддон»: по сюжету два шаттла прилетают для дозаправки на станцию, на борту которой находится единственный космонавт, полковник Лев Андропов. Однако из-за утечки топлива на станции происходит пожар, и космонавты едва успевают эвакуироваться, прежде чем станция взрывается. Фильм подвергся разгромной критике, особенно за съёмку взрыва на станции, которую в целом назвали откровенным бредом[81][82]. При этом у фильма могли быть основания из реальной жизни: в 1997 году на станции действительно произошёл крупный пожар[83][84].
- В одном из ключевых эпизодов фильма «Контакт» 1997 года, снятого по одноимённому роману Карла Сагана, главная героиня связывается по видеосвязи со станцией «Мир».
- Главная героиня телесериала «Мёртвые, как я» Джорджия Ласс в пилотной серии была убита туалетным сиденьем, упавшим с космической станции «Мир»[85].
- В фантастической комедии «Железное небо» 2012 года станция существует в рабочем состоянии. Затопление по сюжету является фейком[86].
- В честь станции названа корейская студия анимации «Studio Mir»[87].
- События фильма «Вирус» проходят на космической станции.
- В некоторых сериях сериала «Южный парк» упоминается станция «МИР»
- Станция «снялась» в качестве рекламного плаката тридцатилетия Шоу Трумана в одноимённом фильме (соответствующая надпись нанесена на солнечные батареи станции, кадры со станцией предоставлены съёмочной группе НАСА).

### Музыка
- В клипе песни «Чёрная Вода» группы Ground Beat использованы кадры станции[88].
- В песне «Это значит, что скоро война» группы «Контрреволюция» упоминается затопление станции[89].
- Музыкантами Владимиром Кожекиным и Иваном Жуком в 2001 году была создана рок-группа «Станция МИР»[90]. В основной состав группы входил до своей гибели басист Роман Гринев.

### Компьютерные игры
- В компьютерной игре Command & Conquer: Red Alert 3 при игре за Советский Союз присутствует возможность выбора суперспособности в виде орбитального удара. На первом уровне способности с орбиты падает Спутник-1, на втором — один из модулей космической станции «Мир», на третьем — собственно космическая станция, внешне напоминающая «Мир».
- В компьютерной игре Fallout Tactics: Brotherhood of Steel, на локации Станция «Мир» можно обнаружить станцию на дне высохшего моря, в кратере и с незначительными повреждениями[91].
- Станция «Мир» также встречается в компьютерной игре Crisis in the Kremlin, где игроку предлагается непосредственно решить судьбу этой станции на этапе её выхода на орбиту Земли.

### Живопись
- Затоплению станции «Мир» посвящена картина Андрея Соколова «Убийство».

## Память
9 мая 2001 года в честь станции «Мир» астероиду, открытому 20 августа 1990 года бельгийским астрономом Эриком Вальтером Эльстом в Европейской южной обсерватории, присвоено наименование 11881 Mirstation.